# Región de Los Lagos

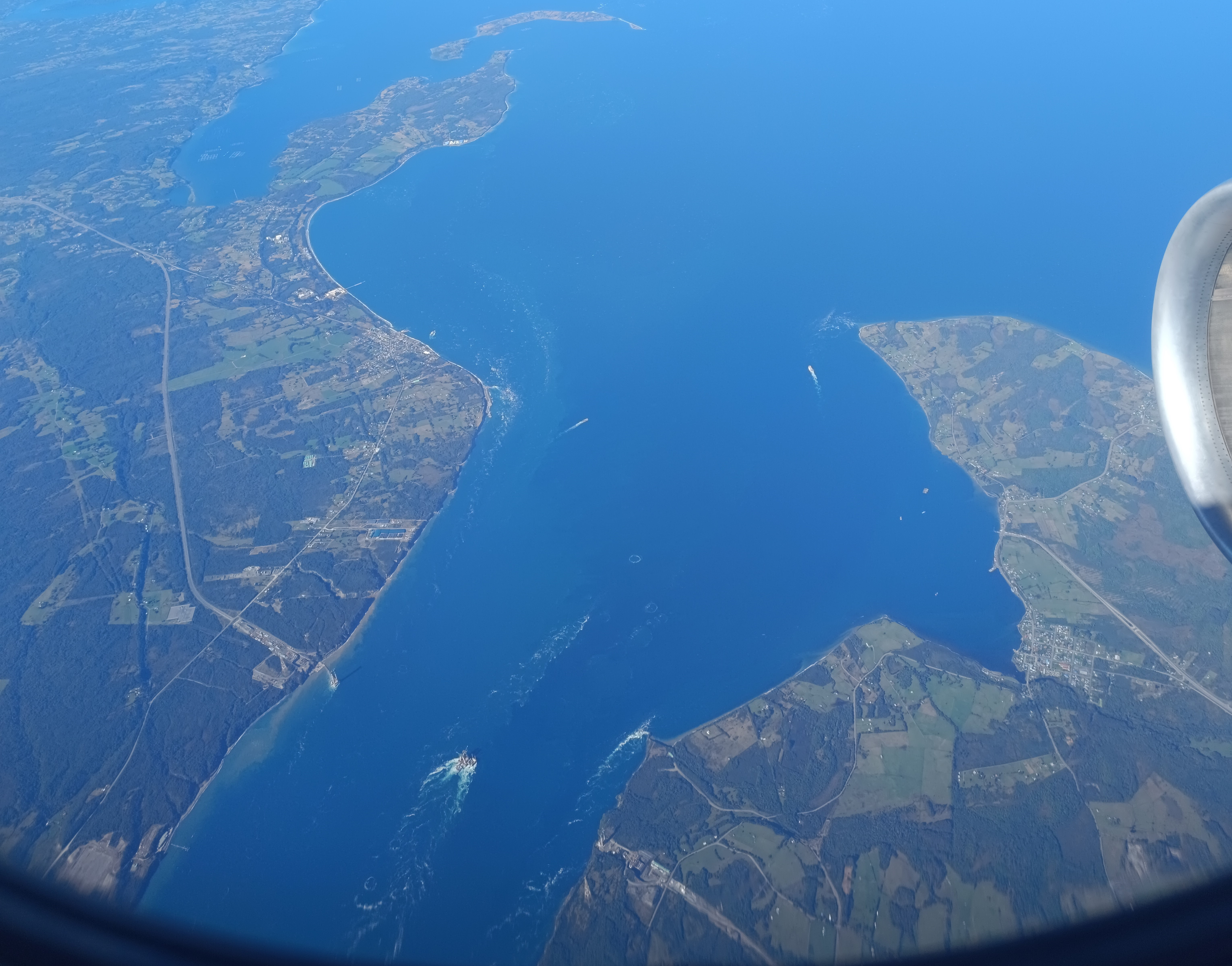
Vista aérea del canal de Chacao. A la izquierda el continente y a la derecha la isla Grande de Chiloé.

La región de Los Lagos es una de las dieciséis regiones en que se divide la República de Chile. Su capital es Puerto Montt. Ubicada al sur del país, limita al norte con la región de Los Ríos, al este con las provincias de Neuquén, Río Negro y Chubut pertenecientes a Argentina, al sur con la región de Aysén y al oeste con el océano Pacífico.
Cuenta con una superficie de 48.584 km² y una población al 2017 de 828.708 habs. La región está compuesta por las provincias de Chiloé, Llanquihue, Osorno y Palena y la capital regional es la ciudad de Puerto Montt.
Su principal centro urbano es el Gran Puerto Montt con 290.480 habitantes, seguida de Osorno con 172.336 habitantes.
Su sector sudeste, que corresponde a la provincia de Palena, está situado en la Patagonia chilena.

## Historia
El territorio entre Valdivia y Puerto Montt ya era descrito en la obra Geografía Económica de Chile (1950) de la Corfo, como una de las seis regiones según un criterio geográfico, demográfico y económico, las que eran usadas solo para fines de planificación y de organización de Odeplan, y que fueron oficializadas por el Decreto N 1104 de 1969.
El proceso de regionalización impulsado por la dictadura militar crea en 1974 la «X Región», quedando esta comprendida por las antiguas provincias de Valdivia, Osorno, Llanquihue y Chiloé.
Al implementarse la regionalización de manera gradual, el régimen administrativo de la nueva región entra en operación recién el 1 de enero de 1976, asumiendo el general de Brigada Aérea Juan Soler Manfredini —hasta entonces intendente de la antigua provincia de Llanquihue— como el primer intendente regional.
En 1978 recibe la denominación oficial de «X Región de Los Lagos», y en 1979 se crea la provincia de Palena, conformada por Chaitén, Futaleufú, Palena e islas Desertores —que pertenecían hasta entonces a la provincia de Chiloé—, y la recién creada comuna de Hualaihué, cuyo territorio era parte de la provincia de Llanquihue.
El cambio más grande, sin embargo, llega el 2 de octubre de 2007, con la independencia de la provincia de Valdivia, que pasa a ser la Región de Los Ríos.
En 2018 se elimina la numeración de las regiones, por lo que desde entonces su nombre oficial es «Región de Los Lagos».

## Gobierno y administración

### División político-administrativa
La región de Los Lagos, que tiene por capital a la ciudad de Puerto Montt, para efectos del gobierno y administración interior, se divide en cuatro provincias.
- Provincia de Osorno, cuya capital es Osorno
- Provincia de Llanquihue, cuya capital es Puerto Montt
- Provincia de Chiloé, cuya capital es Castro
- Provincia de Palena, cuya capital es Chaitén

Mientras que estas tres provincias se subdividen en 30 comunas ―Ancud, Castro, Chonchi, Curaco de Vélez, Dalcahue, Puqueldón, Queilén, Quemchi, Quellón, Quinchao, Calbuco, Cochamó, Fresia, Frutillar, Llanquihue, Los Muermos, Maullín, Puerto Montt, Puerto Varas, Osorno, Puerto Octay, Purranque, Puyehue, Río Negro, San Juan de la Costa, San Pablo, Chaitén, Futaleufú, Hualaihué y Palena―.
| \| Provincia \| Capital \| Comuna \| \| ---------- \| ------------ \| -------------------- \| \| Chiloé \| Castro \| Ancud \| \| Chiloé \| Castro \| Castro \| \| Chiloé \| Castro \| Chonchi \| \| Chiloé \| Castro \| Curaco de Vélez \| \| Chiloé \| Castro \| Dalcahue \| \| Chiloé \| Castro \| Puqueldón \| \| Chiloé \| Castro \| Queilén \| \| Chiloé \| Castro \| Quemchi \| \| Chiloé \| Castro \| Quellón \| \| Chiloé \| Castro \| Quinchao \| \| Llanquihue \| Puerto Montt \| Calbuco \| \| Llanquihue \| Puerto Montt \| Cochamó \| \| Llanquihue \| Puerto Montt \| Fresia \| \| Llanquihue \| Puerto Montt \| Frutillar \| \| Llanquihue \| Puerto Montt \| Llanquihue \| \| Llanquihue \| Puerto Montt \| Los Muermos \| \| Llanquihue \| Puerto Montt \| Maullín \| \| Llanquihue \| Puerto Montt \| Puerto Montt \| \| Llanquihue \| Puerto Montt \| Puerto Varas \| \| Osorno \| Osorno \| Osorno \| \| Osorno \| Osorno \| Puerto Octay \| \| Osorno \| Osorno \| Purranque \| \| Osorno \| Osorno \| Puyehue \| \| Osorno \| Osorno \| Río Negro \| \| Osorno \| Osorno \| San Juan de la Costa \| \| Osorno \| Osorno \| San Pablo \| \| Palena \| Chaitén \| Chaitén \| \| Palena \| Chaitén \| Futaleufú \| \| Palena \| Chaitén \| Hualaihué \| \| Palena \| Chaitén \| Palena \| | Ancud Castro Chonchi Curaco de Vélez Dalcahue Puqueldón Queilén Quemchi Quellón Quinchao Calbuco Cochamó Fresia Frutillar Llanquihue Los Muermos Maullín Puerto Montt Puerto Varas Osorno Puerto Octay Purranque Puyehue Río Negro San Juan de la Costa San Pablo Chaitén Futaleufú Hualaihué Palena |                      |
| Provincia | Capital | Comuna               |
| Chiloé | Castro | Ancud                |
| Chiloé | Castro | Castro               |
| Chiloé | Castro | Chonchi              |
| Chiloé | Castro | Curaco de Vélez      |
| Chiloé | Castro | Dalcahue             |
| Chiloé | Castro | Puqueldón            |
| Chiloé | Castro | Queilén              |
| Chiloé | Castro | Quemchi              |
| Chiloé | Castro | Quellón              |
| Chiloé | Castro | Quinchao             |
| Llanquihue | Puerto Montt | Calbuco              |
| Llanquihue | Puerto Montt | Cochamó              |
| Llanquihue | Puerto Montt | Fresia               |
| Llanquihue | Puerto Montt | Frutillar            |
| Llanquihue | Puerto Montt | Llanquihue           |
| Llanquihue | Puerto Montt | Los Muermos          |
| Llanquihue | Puerto Montt | Maullín              |
| Llanquihue | Puerto Montt | Puerto Montt         |
| Llanquihue | Puerto Montt | Puerto Varas         |
| Osorno | Osorno | Osorno               |
| Osorno | Osorno | Puerto Octay         |
| Osorno | Osorno | Purranque            |
| Osorno | Osorno | Puyehue              |
| Osorno | Osorno | Río Negro            |
| Osorno | Osorno | San Juan de la Costa |
| Osorno | Osorno | San Pablo            |
| Palena | Chaitén | Chaitén              |
| Palena | Chaitén | Futaleufú            |
| Palena | Chaitén | Hualaihué            |
| Palena | Chaitén | Palena               |

### Autoridades
La administración de la región del poder ejecutivo radica en el Gobierno Regional de Los Lagos, constituido por el Gobernador de Los Lagos y por el Consejo Regional, además de contar con la presencia del Delegado Presidencial regional de Los Lagos y los delegados presidenciales provinciales, representantes del gobierno central del país.
Para los efectos de la administración local, las provincias están divididas a su vez en 30 comunas ―Ancud, Castro, Chonchi, Curaco de Vélez, Dalcahue, Puqueldón, Queilén, Quemchi, Quellón, Quinchao, Calbuco, Cochamó, Fresia, Frutillar, Llanquihue, Los Muermos, Maullín, Puerto Montt, Puerto Varas, Osorno, Puerto Octay, Purranque, Puyehue, Río Negro, San Juan de la Costa, San Pablo, Chaitén, Futaleufú, Hualaihué y Palena― en total regidas por su respectiva municipalidad.
El poder legislativo se encuentra representado y dividido territorialmente a través de la 13.º circunscripción del Senado de Chile constituido por cinco senadores y tanto el 25.º distrito electoral -compuesto por cuatro diputados- y el 26.º distrito electoral de la Cámara de Diputados -compuesto por cinco diputados-, los cuales representan a los ciudadanos de la región.

#### Gobernador Regional
- Alejandro Santana Tirachini (RN)

#### Delegado Presidencial Regional
- Paulina Muñoz Molina (PPD)

#### Delegado Presidencial Provincial
- Chiloé: Marcelo Malagueño Maira (PR)
- Osorno: Claudia Pailalef Montiel (PS)
- Palena: Luis Montaña Soto (FA)

#### Alcaldes
| Comuna          | Alcalde                      | Partido | Comuna               | Alcalde                      | Partido  |
| --------------- | ---------------------------- | ------- | -------------------- | ---------------------------- | -------- |
| Ancud           | Andrés Ojeda Care            | Ind.    | Osorno               | Jaime Bertín Valenzuela      | Ind.     |
| Calbuco         | Marco Silva Maldonado        | Ind.    | Palena               | Julio Delgado Retamal        | RN       |
| Castro          | Baltazar Elgueta Cheuquepil  | PS      | Puerto Montt         | Rodrigo Wainraihgt Galilea   | RN       |
| Chaitén         | Clara Lazcano Fernández      | Ind-RN  | Puerto Octay         | María Elena Ojeda Betancourt | UDI      |
| Chonchi         | Fernando Oyarzún Macías      | RN      | Puerto Varas         | Tomas Garate Silva           | Ind.     |
| Cochamó         | Francisco Donoso Oyarzún     | Ind.    | Puqueldón            | Alejandro Cárdenas Quezada   | Ind-PRCh |
| Curaco de Vélez | Javiera Yáñez Rebolledo      | Ind-PS  | Purranque            | Alicia Villar Vargas         | Ind-PRCh |
| Dalcahue        | Alejandra Villegas Huichaman | Ind-UDI | Puyehue              | Jimena Núñez Morales         | UDI      |
| Fresia          | Miguel Cardenas Barria       | PDC     | Queilén              | Marcos Vargas Oyarzún        | PDC      |
| Frutillar       | Javier Arismendi Valenzuela  | Ind-UDI | Quellón              | Claudio Barudi Labrin        | Ind.     |
| Futaleufú       | Fernando Grandón Domke       | Ind.    | Quemchi              | Javier Ugarte Mansilla       | PS       |
| Hualaihué       | Cristina Espinoza Ojeda      | Ind.    | Quinchao             | Rene Garcés Álvarez          | Ind-PS   |
| Llanquihue      | Víctor Angulo Muñoz          | PDC     | Río Negro            | Sebastian Cruzat Carcamo     | RN       |
| Los Muermos     | Emilio González Burgos       | UDI     | San Juan de la Costa | José Luis Muñoz Uribe        | PDC      |
| Maullín         | Nabih Soza Cardenas          | Ind-UDI | San Pablo            | Marco Antonio Carrillo Bravo | PPD      |

#### Parlamentarios

##### Senadores
| Circunscripción | Senadores                                                        | Partido   |
| --------------- | ---------------------------------------------------------------- | --------- |
| 13              | Fidel Espinoza Sandoval Iván Moreira Barros Carlos Kuschel Silva | PS UDI RN |

##### Diputados
| Distrito | Diputados                                                                                      | Partido             | Distrito | Diputados | Partido                  |
| -------- | ---------------------------------------------------------------------------------------------- | ------------------- | -------- | --- | ------------------------ |
| 25       | Harry Jürgensen Rundshagen Emilia Nuyado Ancapichún Héctor Barría Angulo Daniel Lilayu Vivanco | Ind-PRCh PS PDC UDI | 26       | Mauro González Villarroel Alejandro Bernales Maldonado Héctor Ulloa Aguilera Fernando Bórquez Montecinos Jaime Sáez Quiroz | RN PL Ind-PPD Ind-UDI FA |

#### Secretarías regionales ministeriales
| Hacienda                            | Sin Secretaría Regional      | Sin Secretaría Regional |
| Seguridad Pública                   | Patricia Rada Salazar        |                         |
| Gobierno                            | Danitza Ortiz Viveros        | PCCh                    |
| Economía, Fomento y Turismo         | Luis Cárdenas Mayorga        | PL                      |
| Desarrollo Social y Familia         | Enzo Jaramillo Hott          | PS                      |
| Educación                           | Juan Eduardo Gómez Vera      | FA                      |
| Justicia y Derechos Humanos         | Cristóbal Fuenzalida Palma   | PPD                     |
| Trabajo y Previsión Social          | Ángel Cabrera Mancilla       | FA                      |
| Obras Públicas                      | Daniel Olhabé Espinosa       | PPD                     |
| Salud                               | Karin Solís Hinojosa         | Ind.                    |
| Vivienda y Urbanismo                | Fabián Nail Álvarez          | FA                      |
| Bienes Nacionales                   | Vacante                      | Vacante                 |
| Agricultura                         | Tania Salas Araya            | FA                      |
| Minería                             | Sin Secretaría Regional      | Sin Secretaría Regional |
| Transporte y Telecomunicaciones     | Pablo Joost Winkler          | FA                      |
| Energía                             | Liliana Alarcón Velázquez    | FA                      |
| Medio Ambiente                      | Alejandra de la Fuente Picón | Ind.                    |
| Deporte                             | Anahis Arauz Arauz           | PS.                     |
| Mujer y Equidad de Género           | Macarena Gré Briones         | Ind.                    |
| Culturas, las Artes y el Patrimonio | Cristina Añasco Hinostroza   | FA                      |

## Demografía
Según el censo de 2017, la Región de Los Lagos tiene 828 708 habitantes, de los cuales 409 400 son hombres y 419 408 son mujeres. El 76,3 % del total vive en áreas urbanas.

### Principales ciudades
La Región de Los Lagos cuenta con diecisiete ciudades de acuerdo al censo de 2017, de las cuales once superan los diez mil habitantes.
| N.º  | Ciudad       | Población | Provincia  |
| ---- | ------------ | --------- | ---------- |
| 1.º  | Puerto Montt | 169 736   | Llanquihue |
| 2.º  | Osorno       | 147 666   | Osorno     |
| 3.º  | Alerce       | 42 267    | Llanquihue |
| 4.º  | Castro       | 33 417    | Chiloé     |
| 5.º  | Ancud        | 28 162    | Chiloé     |
| 6.º  | Puerto Varas | 26172     | Llanquihue |
| 7.º  | Quellón      | 17 552    | Chiloé     |
| 8.º  | Calbuco      | 15 903    | Llanquihue |
| 9.º  | Llanquihue   | 12 945    | Llanquihue |
| 10.º | Frutillar    | 12 876    | Llanquihue |
| 11.º | Purranque    | 12 614    | Osorno     |
| 12.º | Los Muermos  | 7928      | Llanquihue |
| 13.º | Fresia       | 7328      | Llanquihue |
| 14.º | Dalcahue     | 7120      | Chiloé     |
| 15.º | Río Negro    | 6978      | Osorno     |
| 16.º | Chonchi      | 5632      | Chiloé     |
| 17.º | Chaitén      | 1639      | Palena     |

### Evolución histórica población
|      | Valdivia | Osorno  | Llanquihue | Chiloé  | Palena | Total     |
| ---- | -------- | ------- | ---------- | ------- | ------ | --------- |
| 1982 | 307 150  | 190 299 | 221 561    | 112 714 | 16 975 | 848 699   |
| 1992 | 329 925  | 207 185 | 262 562    | 130 389 | 18 748 | 948 809   |
| 2002 | 356 396  | 221 509 | 321 493    | 154 766 | 18 971 | 1 073 135 |
| 2017 | -        | 234 122 | 408 052    | 168 185 | 18 349 | 828 708   |

## Economía
La economía regional se concentra en actividades agropecuarias, silvícola, acuícola, y turísticas.

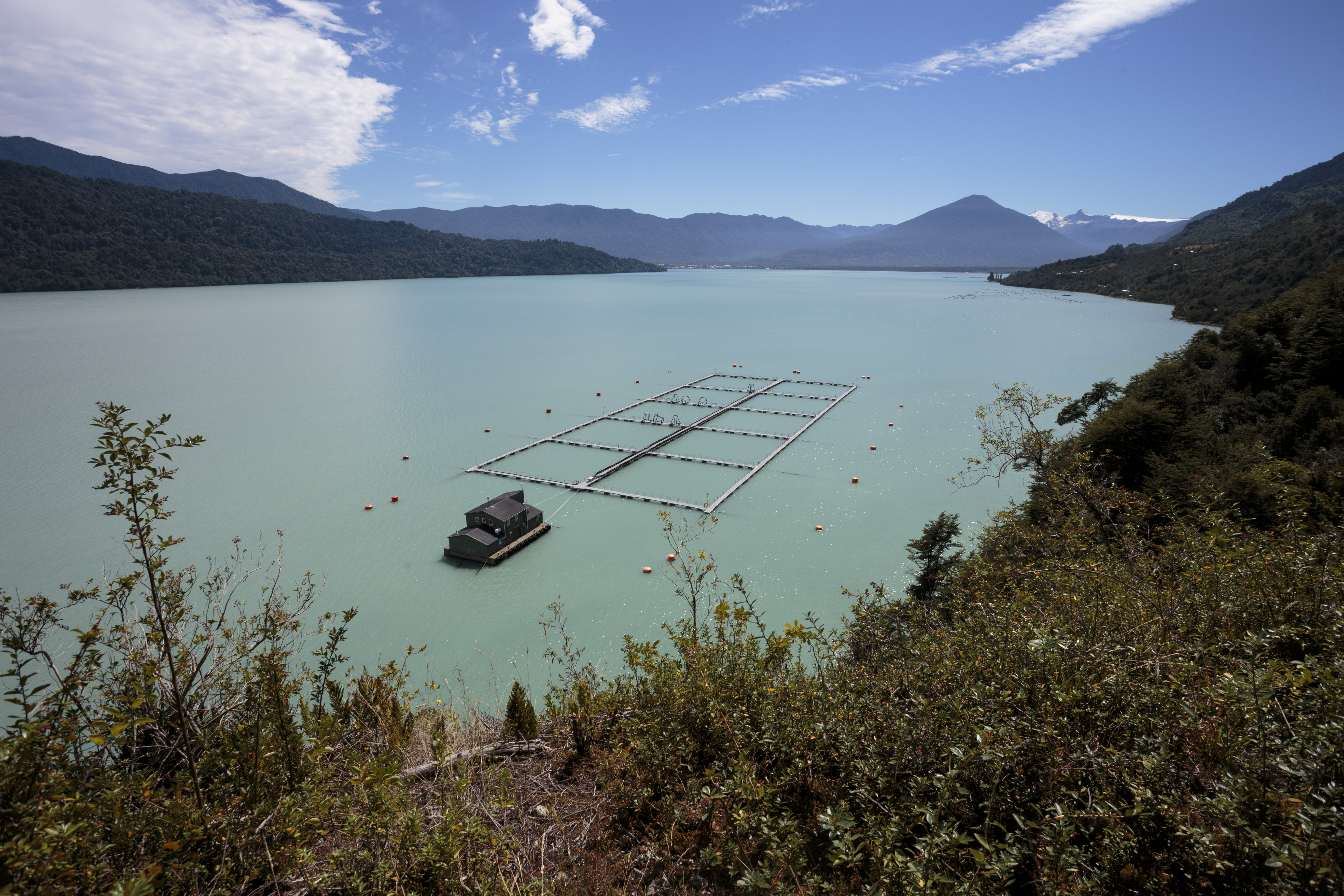
Centro de cultivo de salmón en canal Hornopirén, Hualaihué.

### Acuicultura y pesca
La Región de Los Lagos es, por lejos, la principal zona de producción acuícola de Chile. En 2018, se cosecharon 878 168 toneladas de recursos desde centros acuícolas, equivalentes al 63,3 % del total nacional.
La salmonicultura es la principal actividad acuícola y también económica de la región, representando más del 80 % del total del valor regional exportado. Se desarrolla fundamentalmente entre Puerto Montt y Quellón, pero está presente en toda la todas las provincias. La capital regional es el núcleo de la industria, siendo la base de operaciones de las más importantes compañías productoras. En 2019, la exportaciones de salmón y trucha llegaron a 5135 millones de dólares, convirtiéndose ese año en el principal producto de exportación no minero.
El cultivo de mejillón también es una importante actividad económica. A diferencia del cultivo de salmones —que tiene fuerte presencia en Aysén y Magallanes—, la industria mitilicultora nacional se desarrolla casi en un 100 % en la región, principalmente en Chiloé. Chile es el primer exportador a nivel mundial del producto y en 2018 alcanzó ventas por 212 millones de dólares. En 2019 el sector alcanzó una producción de 332 000 toneladas.
Por otro lado, el cultivo de algas también se concentra mayoritariamente en la región —siendo el pelillo (Gracilaria chilensis) el principal recurso— cosechándose en ella durante el 2018 el 79,1 % (17 613 toneladas) del total nacional.
La región además cuenta con el mayor número de pescadores artesanales de Chile: 32 946 al 2019, según cifras de la autoridad pesquera, representando el 36 % del total de pescadores artesanales del país. Asimismo, el 40 % de las 467 de caletas pesqueras de Chile se encuentra en la región: 189, de las cuales 93 están en Chiloé.
En el desembarque anual 2018 del sector artesanal chileno, la región tuvo una participación del 12,5 % (151 492 toneladas), siendo el pelillo, la luga negra (Sarcothalia crispata) y el huiro —los tres algas— los principales recursos extraídos a nivel local. Otras especies de importancia para los pescadores de Los Lagos son la almeja, la cholga, el loco, la sardina austral, la merluza austral, la ostra, la reineta y el erizo.

### Agricultura

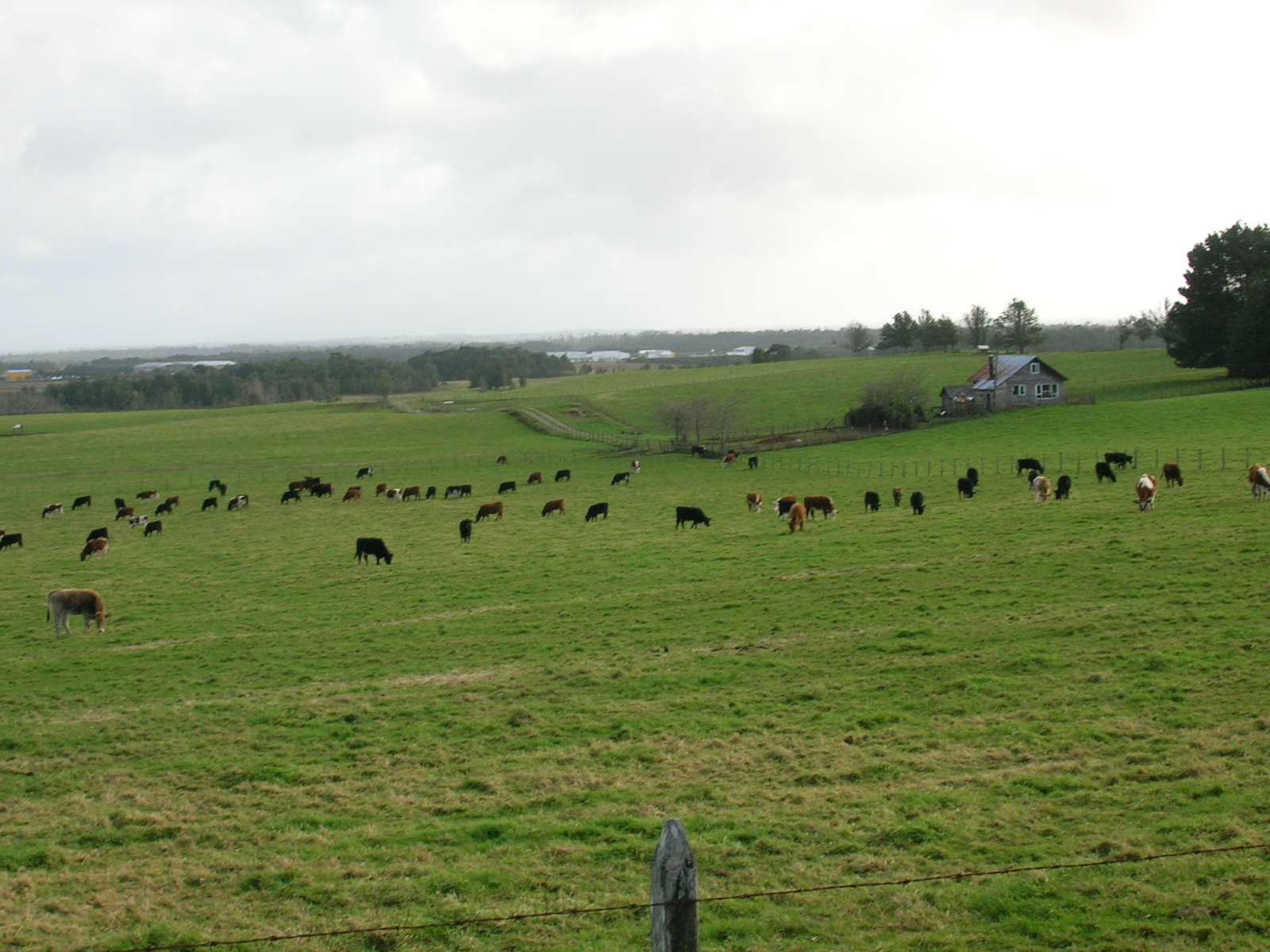
La actividad agroganadera de Los Lagos es una de las más desarrolladas a nivel nacional.

La región de Los Lagos en el periodo 2019/2020 fue el principal productor de papa del país, produciendo un total de 462 451 toneladas y representando el 35,9 % del total nacional, seguido por La Araucanía con un 27,1 % 

### Ganadería
La producción bovina también es de gran importancia para la región. En 2019 de un total nacional de 3 108 089 cabezas de ganado bovino, 1 215 221 eran de la Región de Los Lagos, representando así el 39 % de cabezas bovinas del país.
En 2017 la producción de carne bovina alcanzó las 54 493 toneladas, cifra que representó el 27,3 % del total chileno.
La producción láctea de la región está sumamente desarrollada, especialmente en la provincia de Osorno. Entre las plantas que existen en la región las más importantes son las de Nestlé (Cancura y Llanquihue), Prolesur (Osorno) y Watt's (Osorno). Estas cuatro plantas en el 2020 declararon el 30,5 % de la recepción y producción láctea chilena.

### Turismo

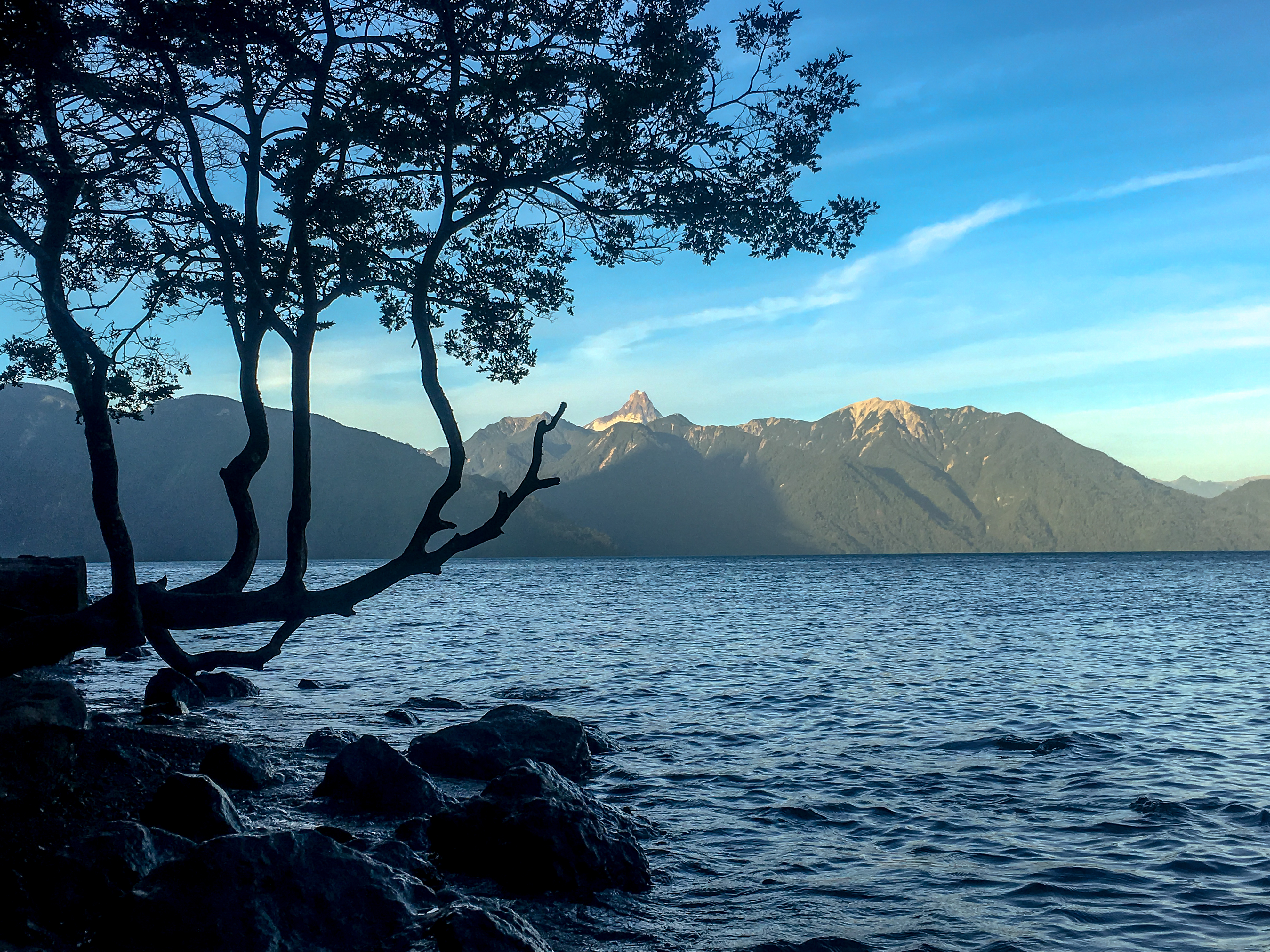
Lago Todo Los Santos, parque nacional Vicente Pérez Rosales

El turismo también juega un rol preponderante en la zona, ya que la región es una de las más visitadas de Chile. En 2022 se situó en el octavo lugar en número de visitantes, con 2 415 359 pernoctaciones de pasajeros (6,3 % del total nacional), siendo los destinos más populares la zona del lago Llanquihue-lago Todos los Santos, el archipiélago de Chiloé, Patagonia Costa después el eje Osorno-Puyehue y la Carretera Austral. Asimismo, en 2019 el parque nacional Vicente Pérez Rosales fue el más visitado en su categoría, mientras que la región se ubicó en el primer lugar en visitas totales de áreas silvestres protegidas, seguido por la Reserva Nacional Los Flamencos en la Región de Antofagasta.
La importancia del turismo se refleja en que en 2018 hubo más de 1100 establecimientos turísticos en la región y se generaron más de 17 400 puestos de trabajo en actividades de alojamiento y servicios de comida, equivalentes al 4,1 % del total de ocupados a nivel regional.

### Otras actividades
Destacan la industria marítima (astilleros y navieras) y explotación forestal.
En la región se encuentran las centrales hidroeléctricas de Canutillar, que aprovecha las aguas del Lago Chapo al oriente de Puerto Montt, y Pilmaiquén en la comuna de Puyehue.

## Relaciones internacionales
La Región de Los Lagos es sede de una serie de instituciones de relaciones internacionales, tales como la Unidad Regional de Asuntos Internacionales (URAI) del Gobierno Regional de Los Lagos en Puerto Montt, encargada del análisis y gestión de las relaciones bilaterales y multilaterales de la región con América Latina y el resto del mundo, la Comisión de Turismo y Relaciones Internacionales del Consejo Regional de Los Lagos, la oficina regional en Puerto Montt del Servicio Nacional de Migraciones, la oficina regional en Puerto Montt de la Dirección General de Promoción de Exportaciones (ProChile), el Departamento de Migraciones y Policía Internacional de la Policía de Investigaciones en Puerto Montt, Osorno y Castro, el Encargado/a de Relaciones Internacionales de la Municipalidad de Puerto Montt, y las Oficinas Migrante en los siguientes municipios de la región:
- Oficina Migrante de la Municipalidad de Osorno.
- Oficina Migrante de la Municipalidad de Purranque.
- Oficina Migrante de la Municipalidad de Frutillar.
- Oficina Migrante de la Municipalidad de Llanquihue.
- Oficina Migrante de la Municipalidad de Puerto Varas.
- Oficina Migrante de la Municipalidad de Puerto Montt.
- Oficina Migrante de la Municipalidad de Calbuco.
- Oficina Migrante de la Municipalidad de Ancud.
- Oficina Migrante de la Municipalidad de Castro.
- Oficina Migrante de la Municipalidad de Curaco de Vélez.
- Oficina Migrante de la Municipalidad de Quinchao.
- Oficina Migrante de la Municipalidad de Quellón.
- Oficina Migrante de la Municipalidad de Chaitén.
- Oficina Migrante de la Municipalidad de Palena.

En materia de internacionalización en educación superior, el principal actor dentro de la Región de los Lagos es la Dirección de Relaciones Internacionales de la Universidad de Los Lagos.

### Consulados en Puerto Montt
| - Alemania (Consulado Honorario) - Argentina (Consulado) - Corea del Sur (Consulado Honorario) - España (Viceconsulado Honorario) - Reino Unido (Consulado Honorario) | - Italia (Viceconsulado Honorario) - Países Bajos (Consulado Honorario) - Reino Unido (Consulado Honorario) |

### Consulados en Osorno
| - Alemania (Consulado Honorario) - Bulgaria (Consulado Honorario) | - Francia (Consulado Honorario) - Siria (Consulado Honorario) |

## Transporte

### Aeropuertos
El principal aeropuerto de la Región de Los Lagos es el aeropuerto internacional El Tepual, está ubicado en la cercanías de la ciudad de Puerto Montt. Siendo además el cuarto más transitado de todo el país.[cita requerida]
También existen ciertos aeródromos de importancia para la región, como lo son el aeródromo Cañal Bajo Carlos Hott Siebert de Osorno y el aeródromo Mocopulli de Dalcahue.

### Red vial
Las principales redes viales de la región son:
- R5 Panamericana: La Ruta 5 une la región desde el río Pilmaiquén (San Pablo) hasta la ciudad de Quellón. Es interrumpida por el canal de Chacao.
- R7 Carretera Austral: La Carretera Austral tiene comienzo en esta región, une a la ciudad de Puerto Montt con la comuna de Chaitén. Esta ruta continua al sur en la Región de Aysén.
- R215 Osorno-Puyehue-Argentina: La ruta 215 une el Paso Fronterizo Cardenal Samoré con la ciudad de Osorno.

## Atractivos turísticos

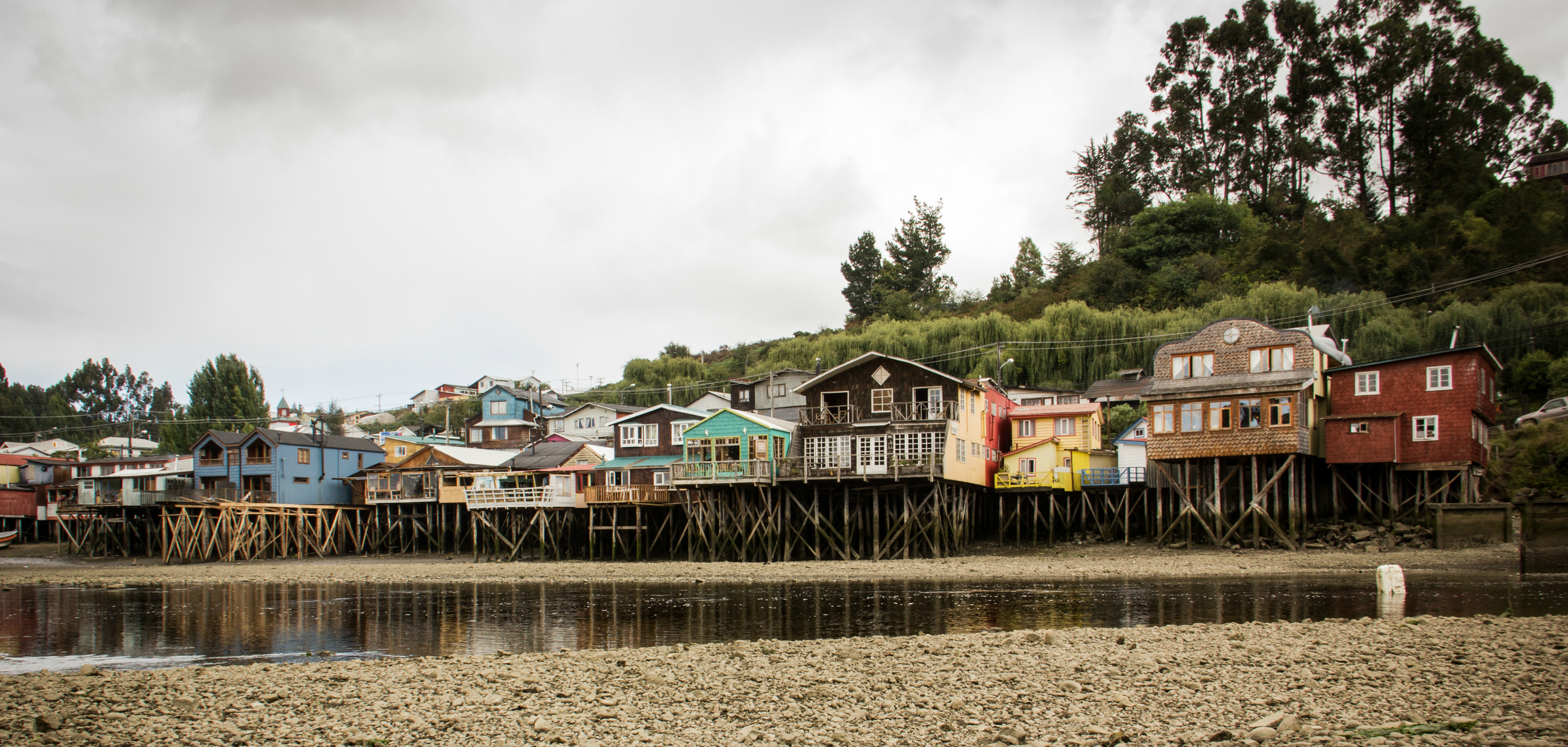
Palafitos de Castro. La isla de Chiloé es uno de los destinos turísticos más visitados del sur de Chile.

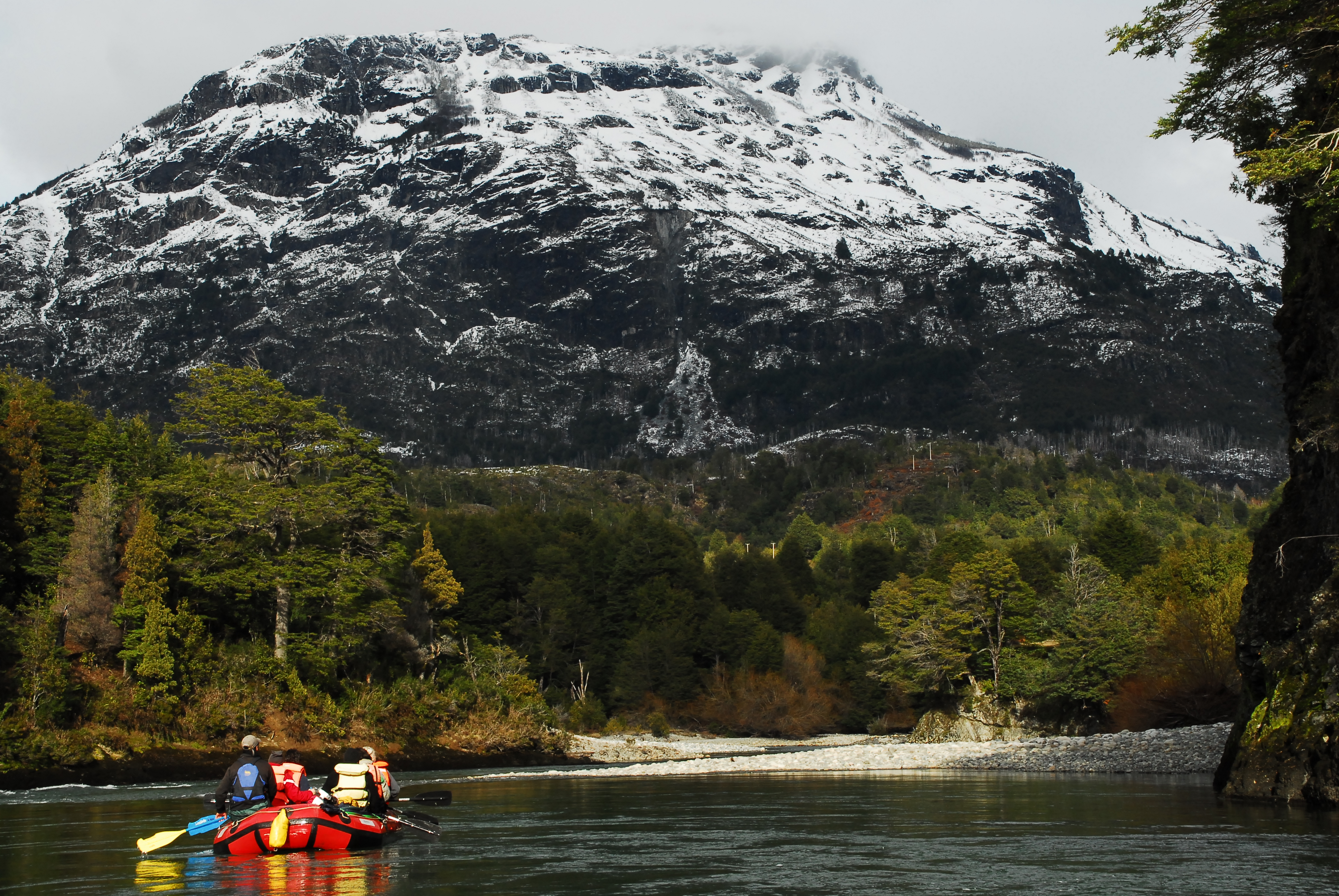
El turismo es una de las principales actividades económicas de la provincia de Palena, en especial el turismo aventura y la pesca deportiva.

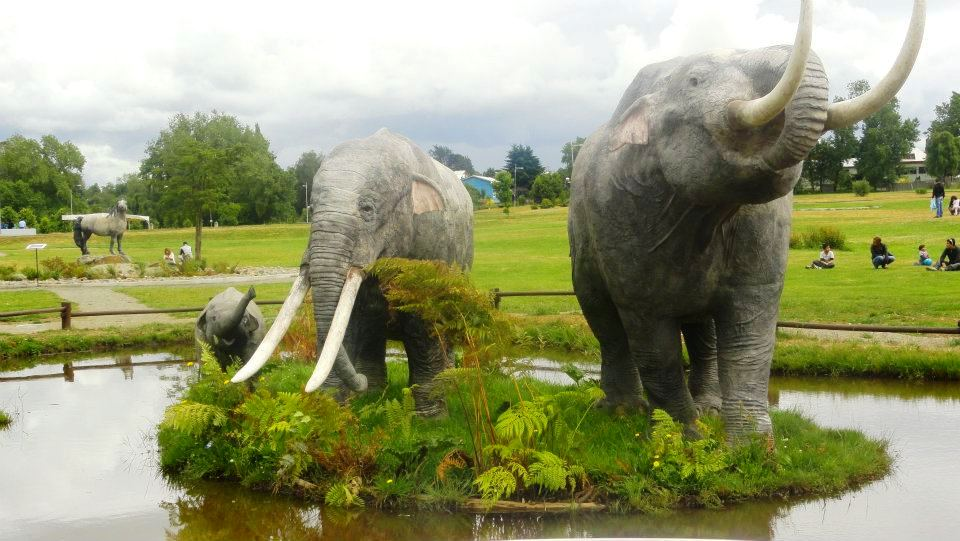
Esculturas de una manada de gonfoterios (Parque Pleistocénico al interior del Parque Chuyaca - Osorno)

La Región de Los Lagos se caracteriza por su naturaleza abundante y por la gran cantidad de áreas silvestres protegidas (tanto públicas -SNASPE- como privadas), lo que bajo este prisma crean un enfoque de las actividades turísticas orientado al Turismo de Intereses Especiales, en delante TIE, siendo un aspecto fundamental en las políticas de desarrollo turístico para entidades públicas como SERNATUR, como también para universidades y organizaciones gremiales que trabajan por el desarrollo de un destino con miras a la sustentabilidad de todo el sur del país.
Destacan así actividades como el turismo rural, la pesca con mosca, la observación de aves, como también de flora y fauna en general, además de otros importantes deportes de aventura como lo son el rafting o el kayak, dos actividades que congregan el interés mundial gracias a la calidad de sus ríos y lagos. Así, los recursos naturales que fundamentan el turismo son la gran fuente de atractivo que tiene este territorio como destino turístico para turistas de corta y larga distancia, donde la oferta es cada vez más variada y de mejor calidad, siendo orientada a filosofías para hacer turismo en áreas silvestres en armonía con la naturaleza y sus comunidades (como es el caso del ecoturismo).
La gestión del destino es actualmente liderada por LosLagos.Travel, marca turística de la región de Los Lagos, perteneciente a Sernatur, se suman en este trabajo instancias de coordinación público-privada que, buscan empoderar su desarrollo local bajo principios y objetivos diversos gracias a su articulación en gremios y organizaciones como corporaciones, municipios y asociaciones, estableciendo las bases para lineamientos estratégicos en la promoción, difusión y comercialización de su oferta.

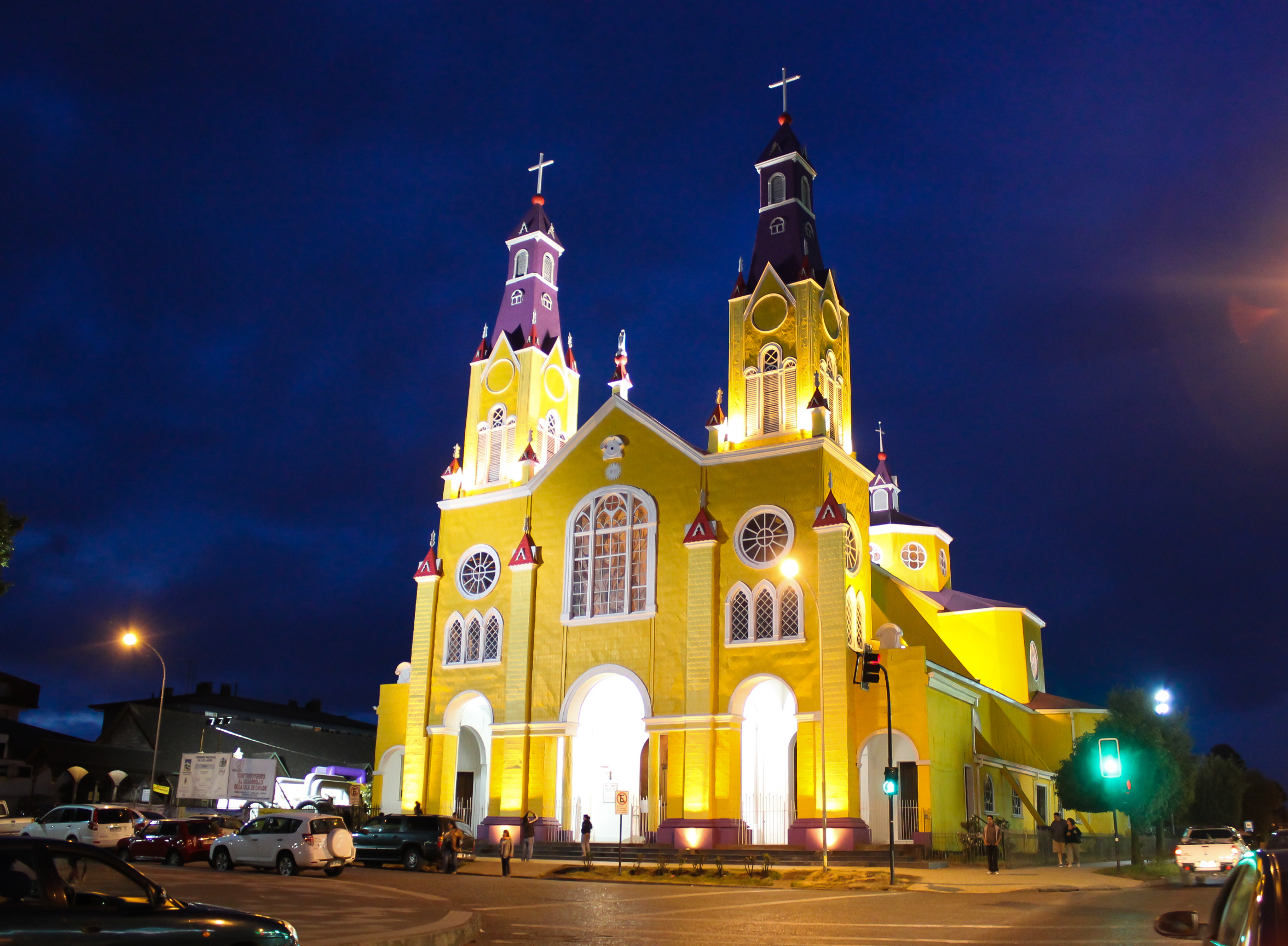
Iglesia San Francisco de Castro. Patrimonio de la Humanidad

El desarrollo turístico local en la Región de Los Lagos sienta sus bases en atractivos patrimoniales de carácter natural y cultural; estos recursos turísticos son fundamentales para la puesta en valor del patrimonio turístico local y para el desarrollo de una identidad turística. Estas distinciones permiten abordar los catastros de atractivos turísticos regionales desde un enfoque puesto en el fenómeno del desarrollo turístico a escala humana, valorando en mayor forma experiencias, productos y atractivos que ofertan un comercio justo, sustentable y armónico con los ecosistemas, para lograr la diferenciación con otros destinos TIE similares, pero que compiten en estos fundamentales aspectos de oferta y demanda actual; a modo de ejemplo, el respeto y cuidado del medio ambiente en el destino Patagonia verde.

### Lagos

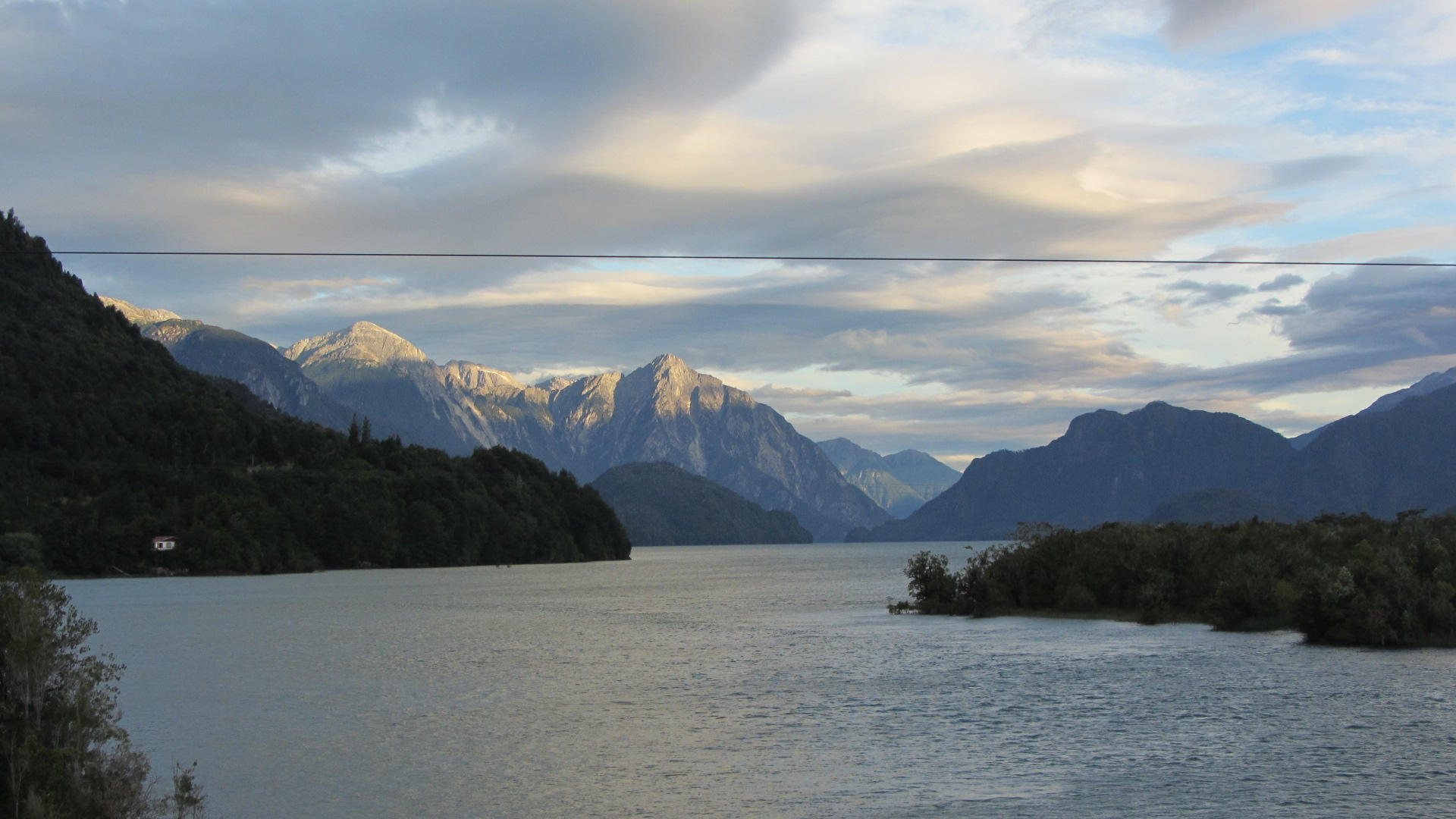
Lago Yelcho, lago ubicado en la provincia de Palena

Según la dirección general de aguas en el catastro de lagos, la región de Los Lagos cuenta con 87 superficies de aguas distinguidas entre lagos principales, lagos menores y lagunas menores.
Entre los cuales se encuentran los siguientes lagos:
- Lago Puyehue
- Lago Rupanco
- Lago Todos los Santos
- Lago Llanquihue
- Lago Chapo
- Lago Yelcho
- Lago Cucao
- Lago Palena

### Áreas protegidas

#### Provincia de Osorno
- Parque Nacional Puyehue
- Área Marina Costera Protegida Lafken Mapu Lahual

#### Provincia de Llanquihue
- Parque Nacional Vicente Pérez Rosales
- Parque Nacional Alerce Andino
- Reserva Forestal Llanquihue
- Monumento natural Lahuen Ñadi
- Monumento Natural Bosque fósil de Punta Pelluco
- Monumento Natural Isla Kaikué-Lagartija

#### Provincia de Chiloé
- Parque Nacional Chiloé
- Monumento Natural Islotes de Puñihuil
- Monumento Natural Alerzales existentes en el Fundo Potrero de Anay
- Reserva Marina Pullinque
- Reserva Marina Putemún

#### Provincia de Palena
- Parque Nacional Hornopirén
- Parque Nacional y Monumento Natural Pumalin Douglas Tomkins
- Parque Nacional Corcovado
- Reserva Nacional Futaleufú
- Reserva Nacional Lago Palena
- Área Marina Costera Protegida Fiordo Comau- San Ignacio de Huinay

## Artes, culturas y patrimonio
En la región existen 121 agentes culturales con personalidad jurídica, 96 sin fines de lucro y 25 con fines de lucro.
• 16 municipalidades registradas como agentes culturales en plataforma Perfil Cultura
• Organizaciones sin fines de lucro más numerosas:
- 22 agrupaciones o asociaciones culturales

### Gastronomía
El patrimonio cultural gastronómico de Los Lagos tiene una fuerte conexión con la vida comunitaria desarrollada en torno a los trabajos relacionados con la recolección, cultivo y el uso de los recursos naturales por ejemplo la pesca, agricultura, ganadería.

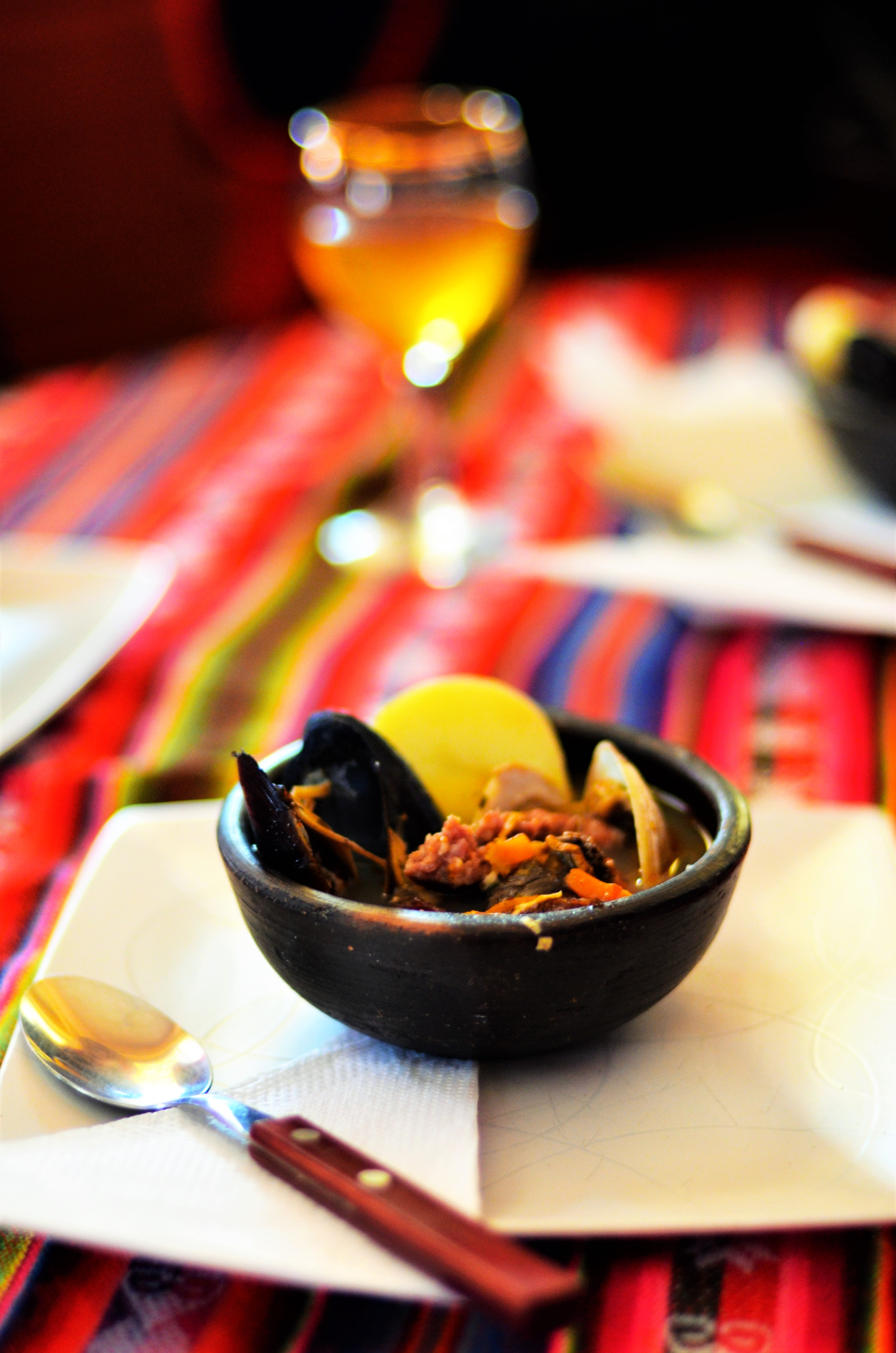
Pulmay

También se suma a la gastronomía propia de la región la mezcla cultural que aporta la llegada de migrantes, enriqueciendo de esta forma el patrimonio local en esta área.

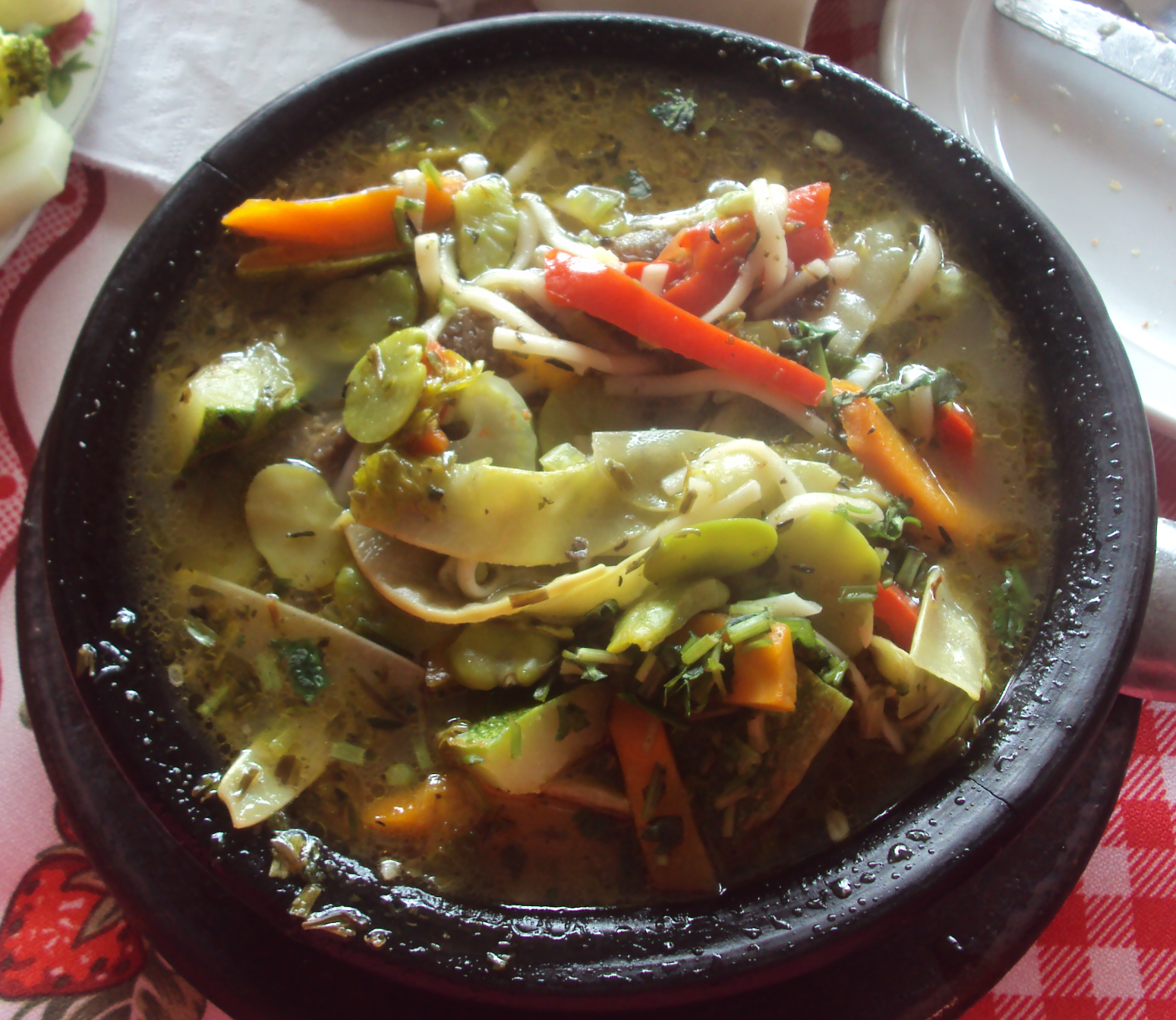
Cazuela Chilota

Algunos de los platos más representativos de Chiloé y las áreas vecinas en Llanquihue y Palena son:
- Curanto en hoyo
- Milcao
- Chapalele
- Cancato
- Chochoca
- Mella de papa
- Kuchen de manzana
- Cordero al palo
- Mazamorra de manzana
- Cazuela chilota
- Tortilla de papa
- Pan con chicharrones
- Completo

### Deportes

#### Básquetbol
El básquetbol es uno de los deportes más populares en el sur de Chile. De los doce equipos que se disputan la Liga Nacional de Básquetbol de Chile (LNB), cuatro son de la región de Los Lagos.
A su vez, varios equipos de las regiones de Los Lagos, Los Ríos y la Araucanía, se disputan en el primer semestre del año la Liga Saesa (anteriormente conocida como Libsur), que sirve como torneo clasificatorio para la LNB y cuyos campeones clasifican para jugar la Copa Chile de Básquetbol.
|                   | Ciudad       | Títulos | Subtítulos |
| ----------------- | ------------ | ------- | ---------- |
| AB Ancud          | Ancud        | —       | —          |
| Osorno Básquetbol | Osorno       | —       | 2          |
| Deportes Castro   | Castro       | 1       | 1          |
| CEB Puerto Montt  | Puerto Montt | —       | —          |

|                   | Ciudad       | Títulos | Subtítulos |
| ----------------- | ------------ | ------- | ---------- |
| AB Ancud          | Ancud        | 2       | 1          |
| Español de Osorno | Osorno       | 1       | 3          |
| Deportes Castro   | Castro       | 1       | —          |
| CDSC Puerto Varas | Puerto Varas | 1       | 1          |
| CEB Puerto Montt  | Puerto Montt | 1       | 1          |

#### Fútbol
En esta región existen varios equipos de fútbol, aunque la mayoría juega en la asociación de fútbol local, tales son el caso de Club Deportivo Lintz de Puerto Montt, Deportivo Quesos Kumey de Purranque, Estrella del Sur de Castro y Club Deportivo Magallanes, entre otros.
Existen 2 equipos de fútbol representando a Los Lagos en las divisiones oficiales del fútbol chileno:
| Equipo                     | Ciudad       | División  |
| -------------------------- | ------------ | --------- |
| Deportes Puerto Montt      | Puerto Montt | Primera B |
| Deportes Provincial Osorno | Osorno       | Tercera A |

## Galería

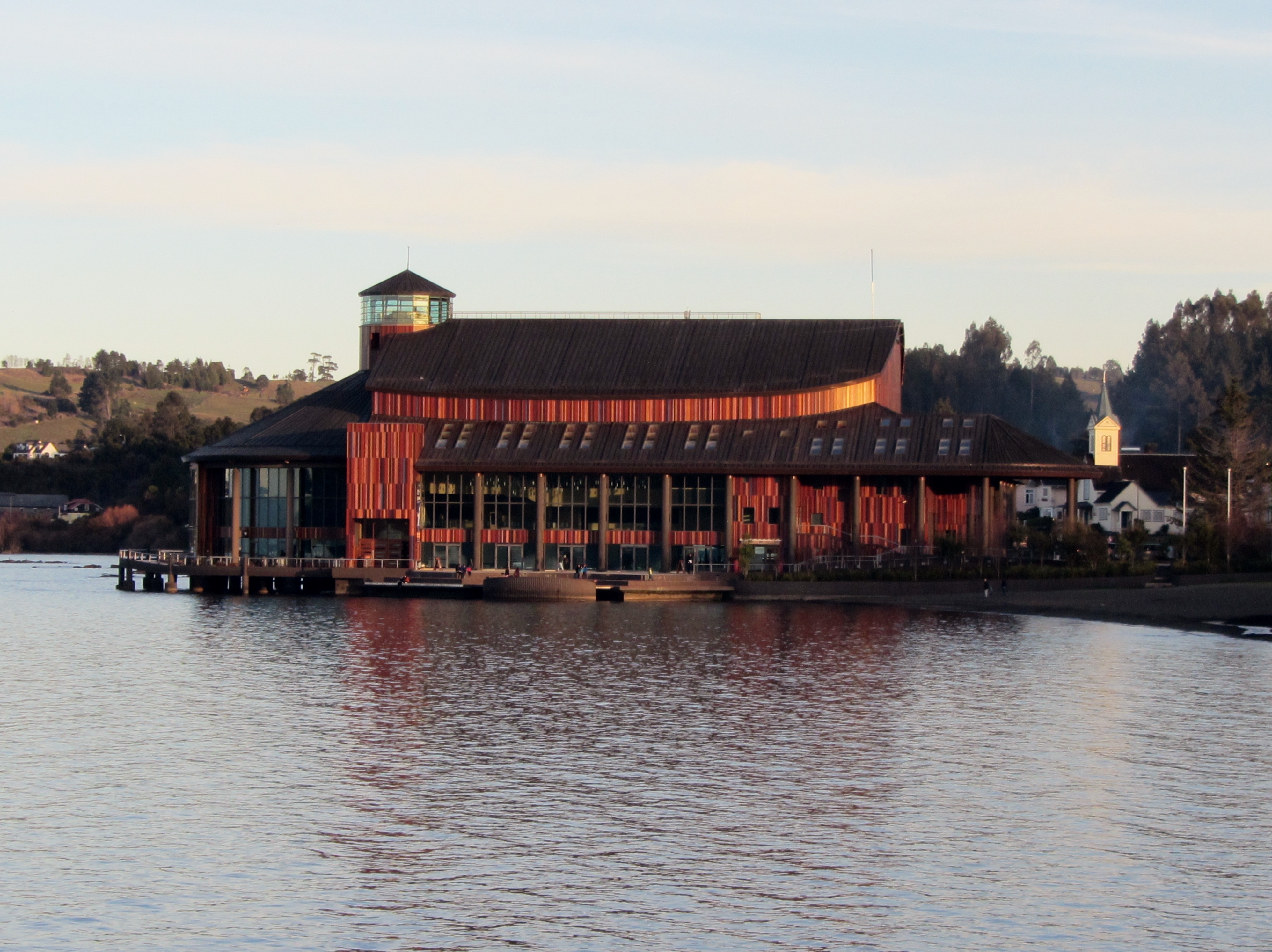
Teatro del Lago, Frutillar.
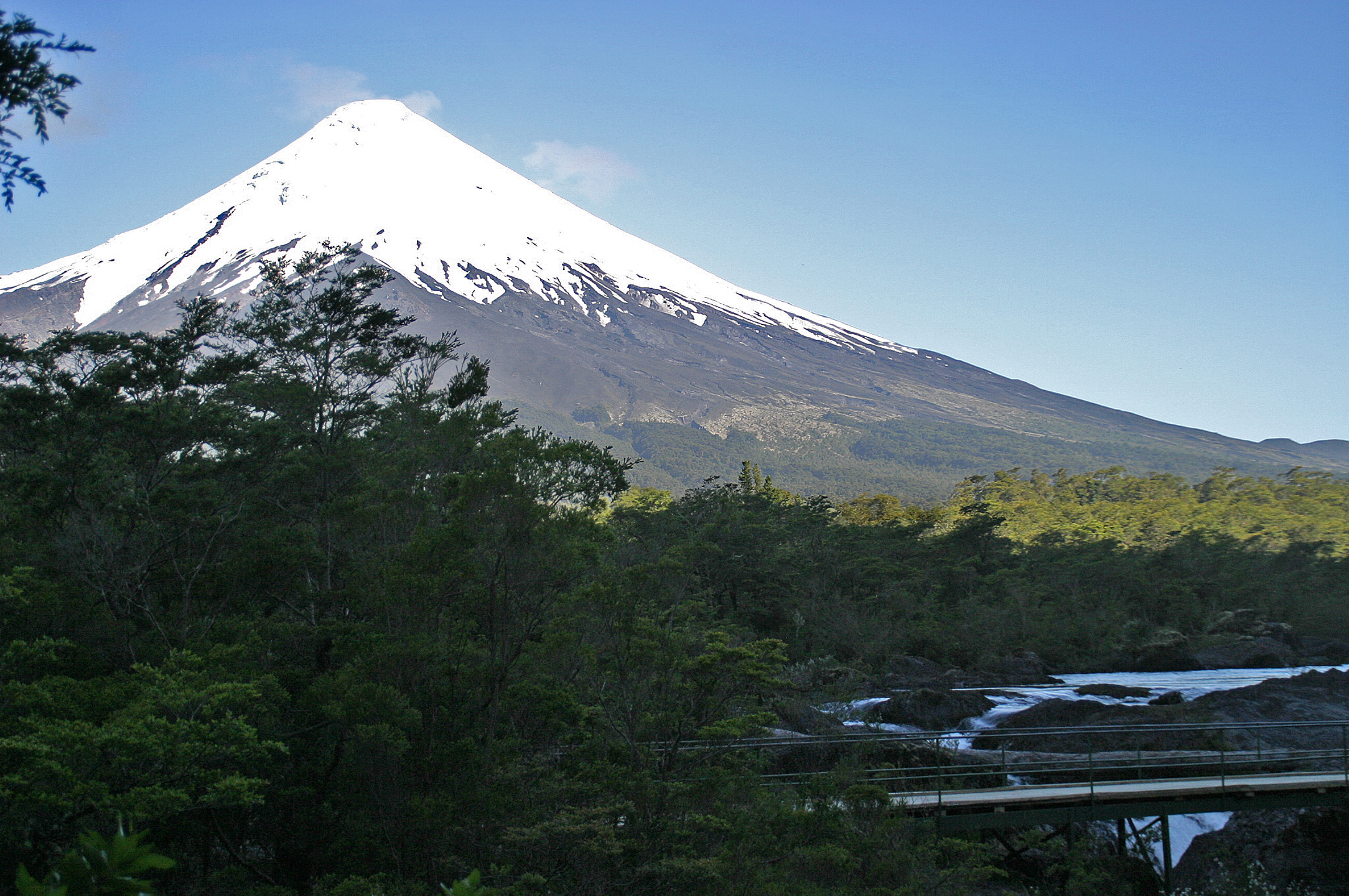
Volcán Osorno
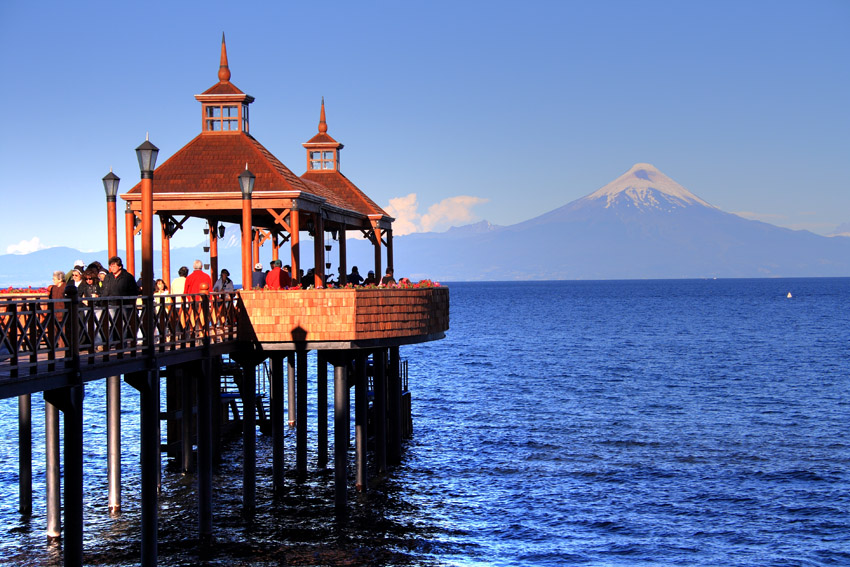
Frutillar, lago Llanquihue y volcán Osorno.
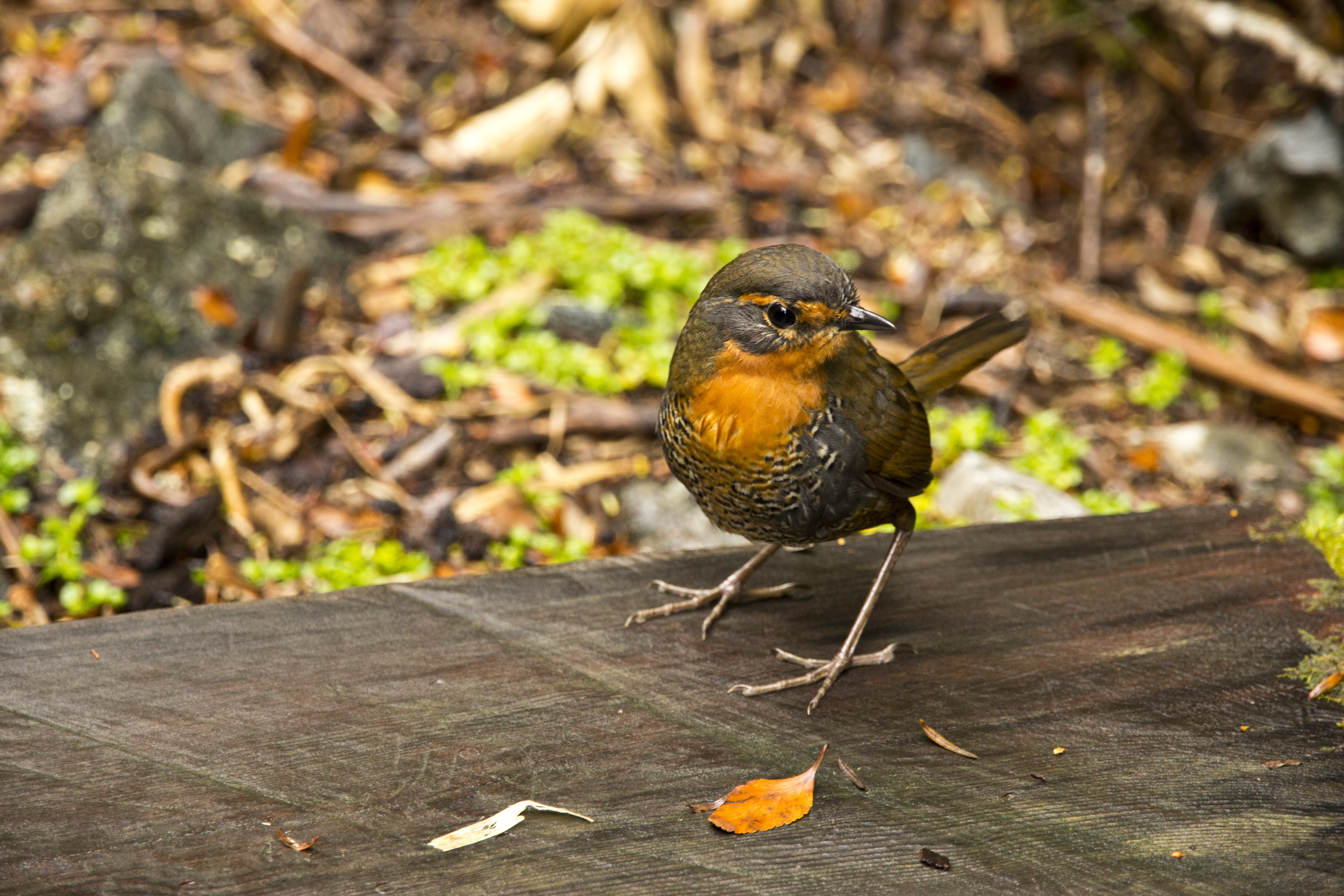
Chucao en parque Alerce Andino
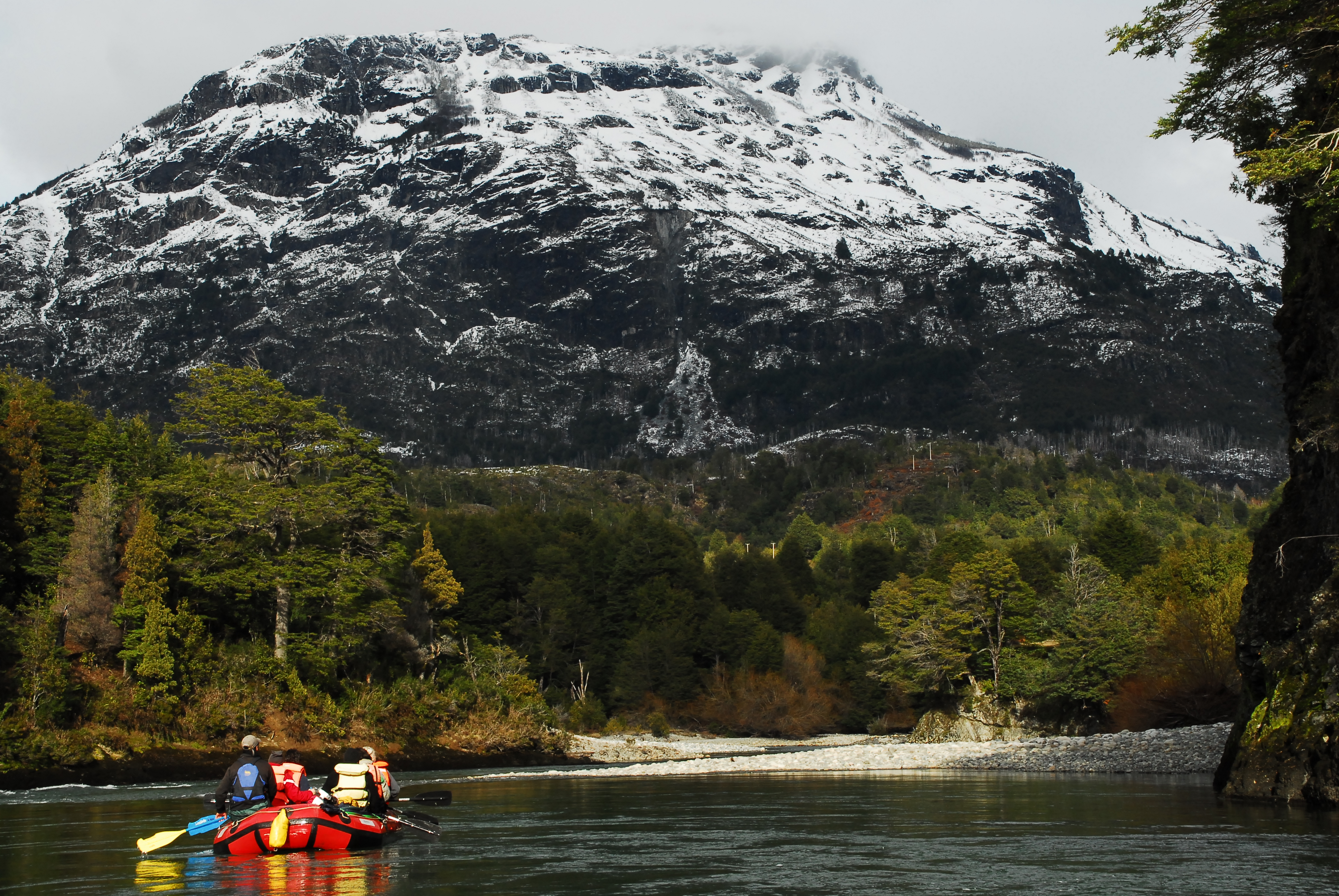
Rafting en Rio Palena, Provincia de Palena.
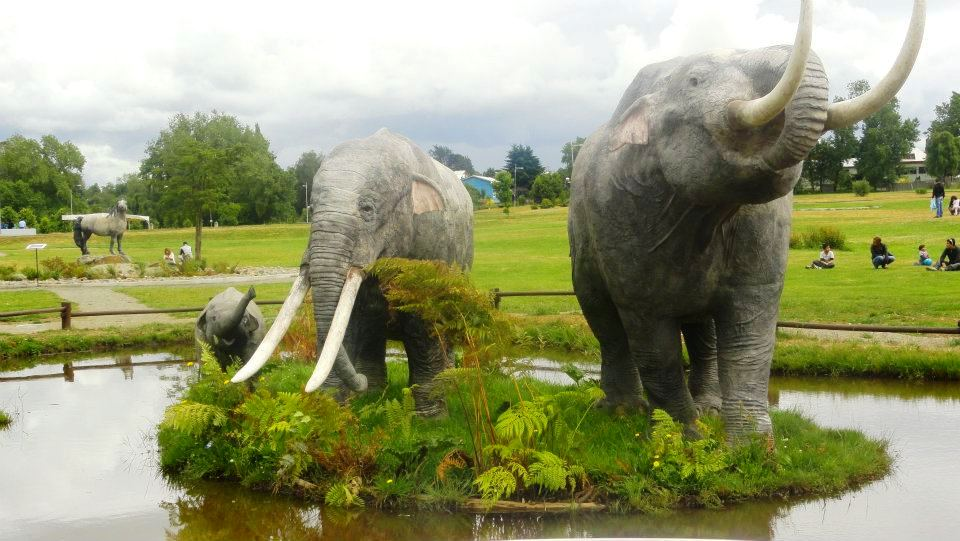
Parque Pleistocénico Chuyaca, Osorno
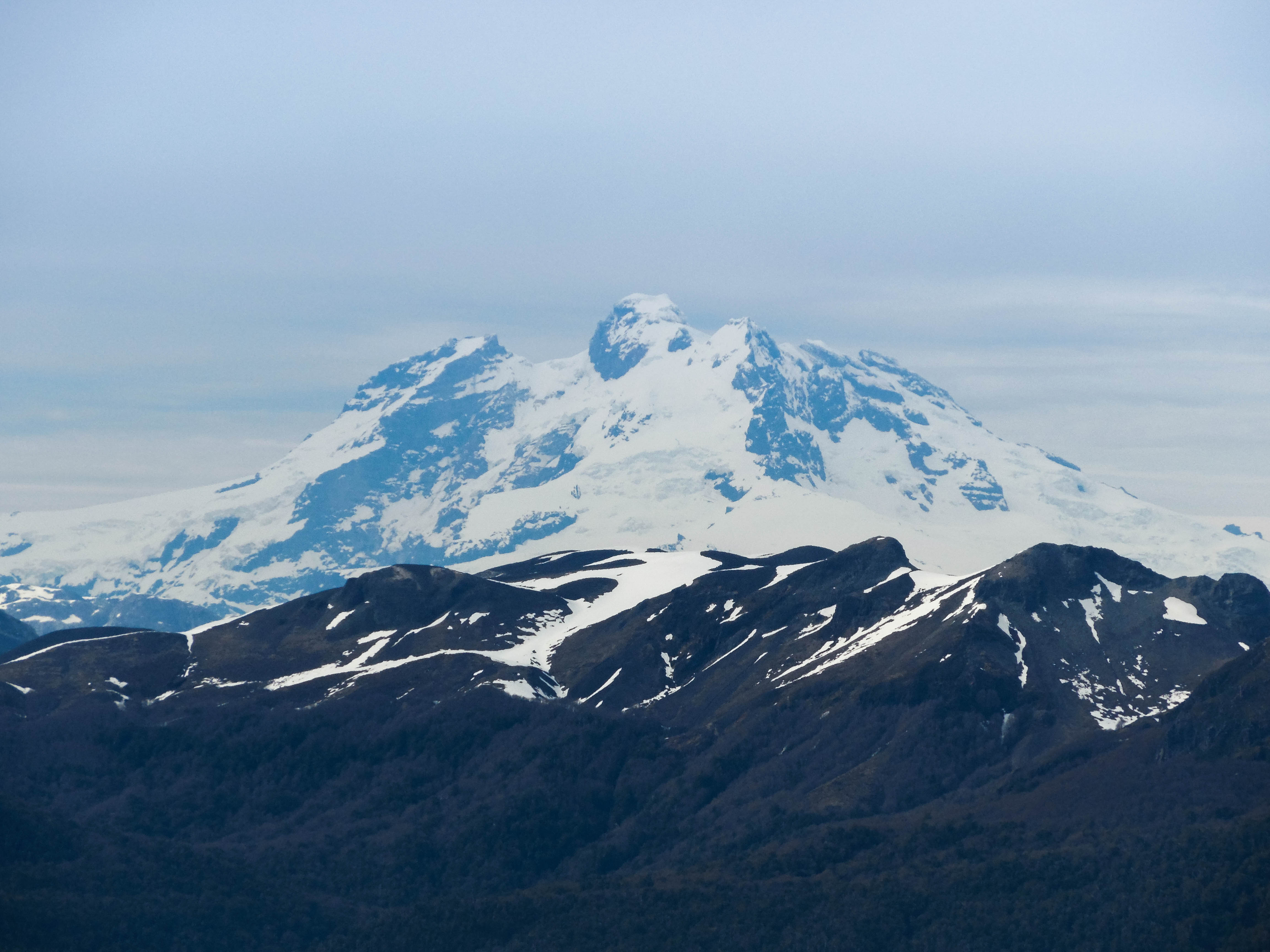
Cerro Tronador, punto más alto de la región
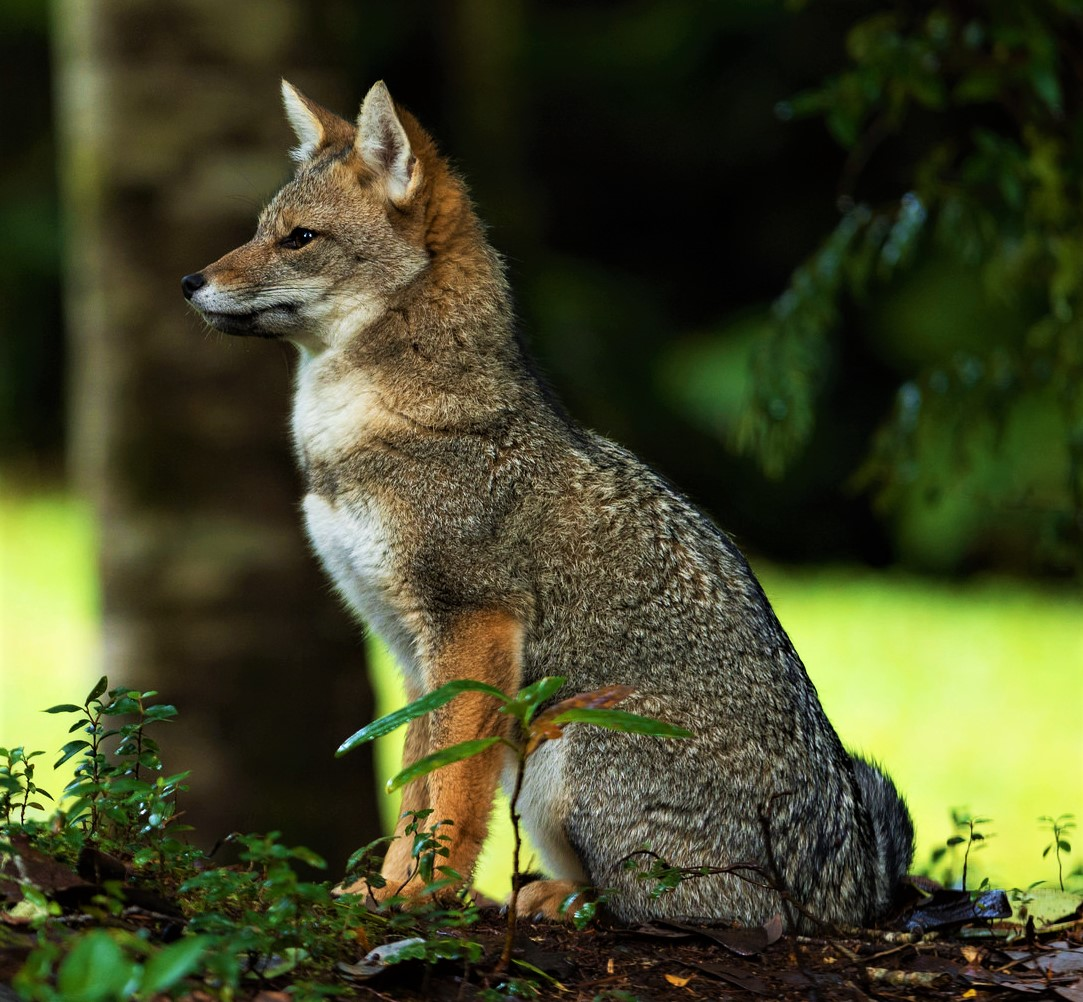
Zorro Chilote en Parque Alerce Andino
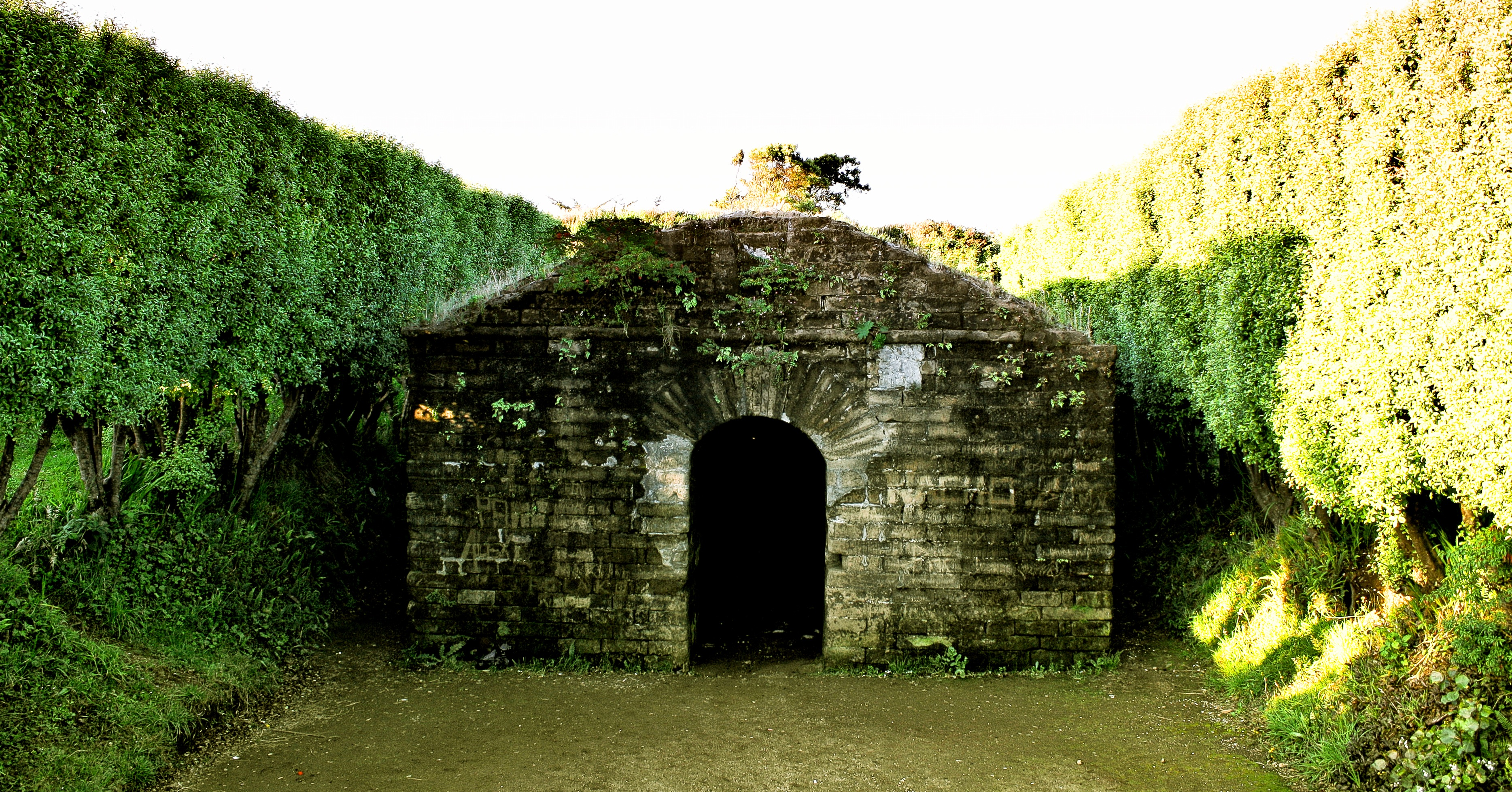
Fuerte de San Carlos (Ancud), monumento histórico nacional
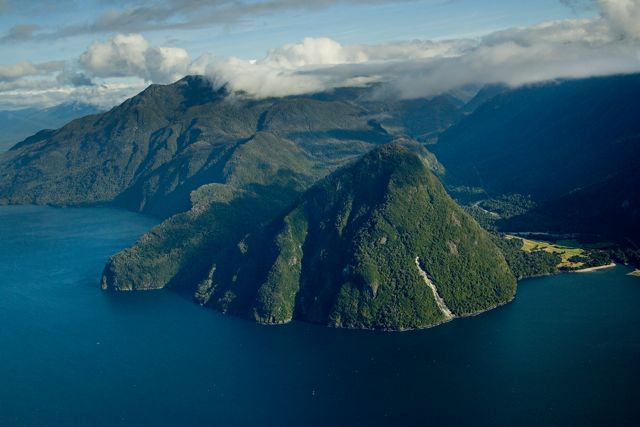
Los fiordos y selvas templadas del Parque Pumalín
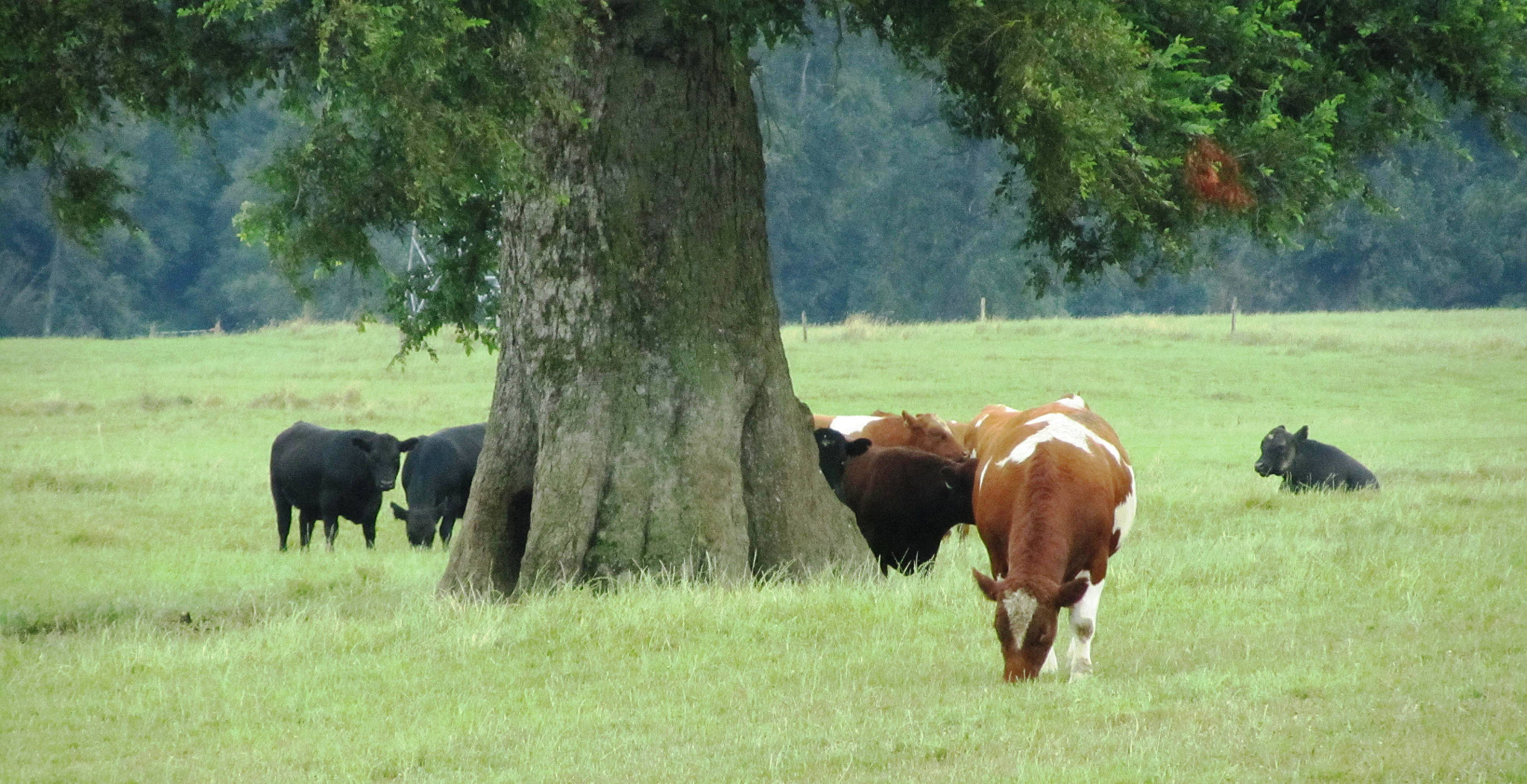
Campo ganadero en Osorno
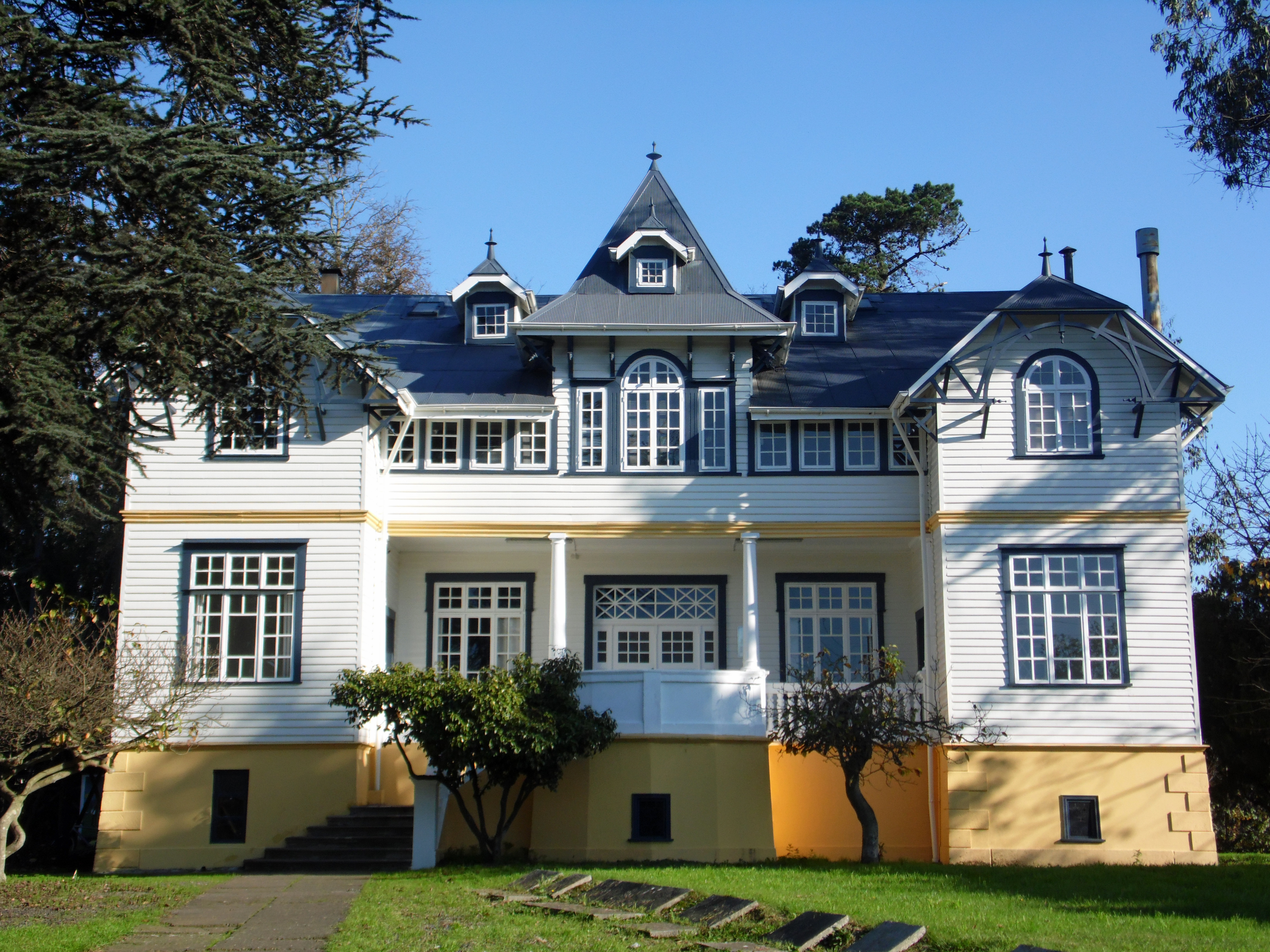
Casa Hollstein, monumento histórico
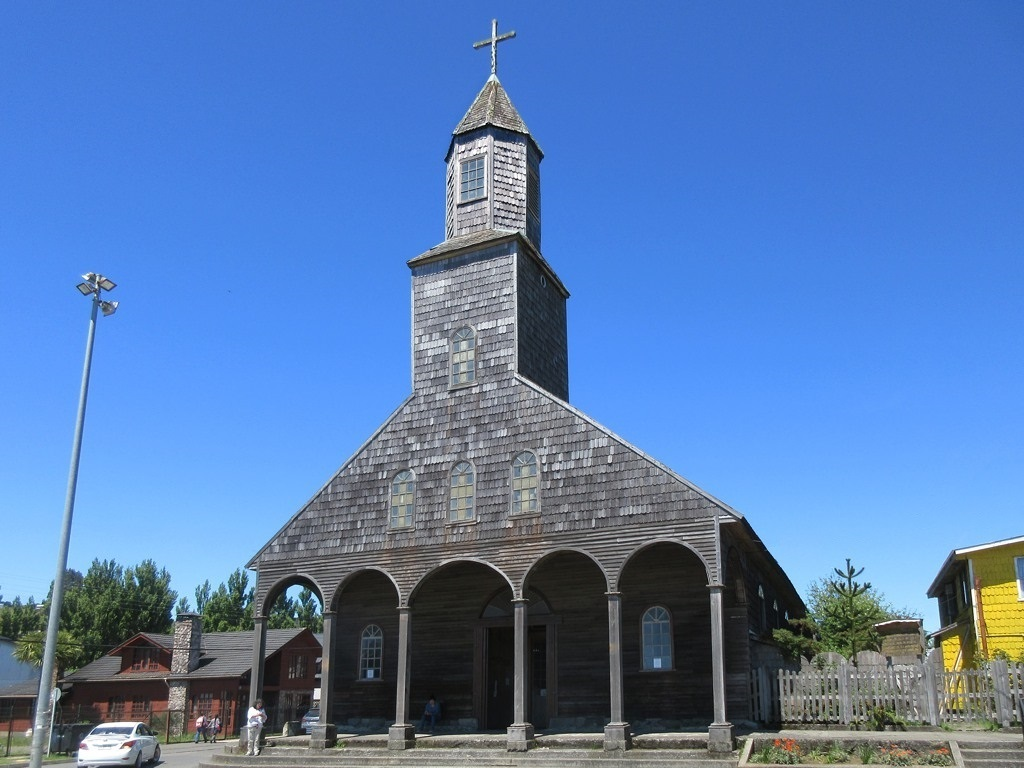
Iglesia de Santa María de Loreto, monumento histórico y patrimonio de la humanidad
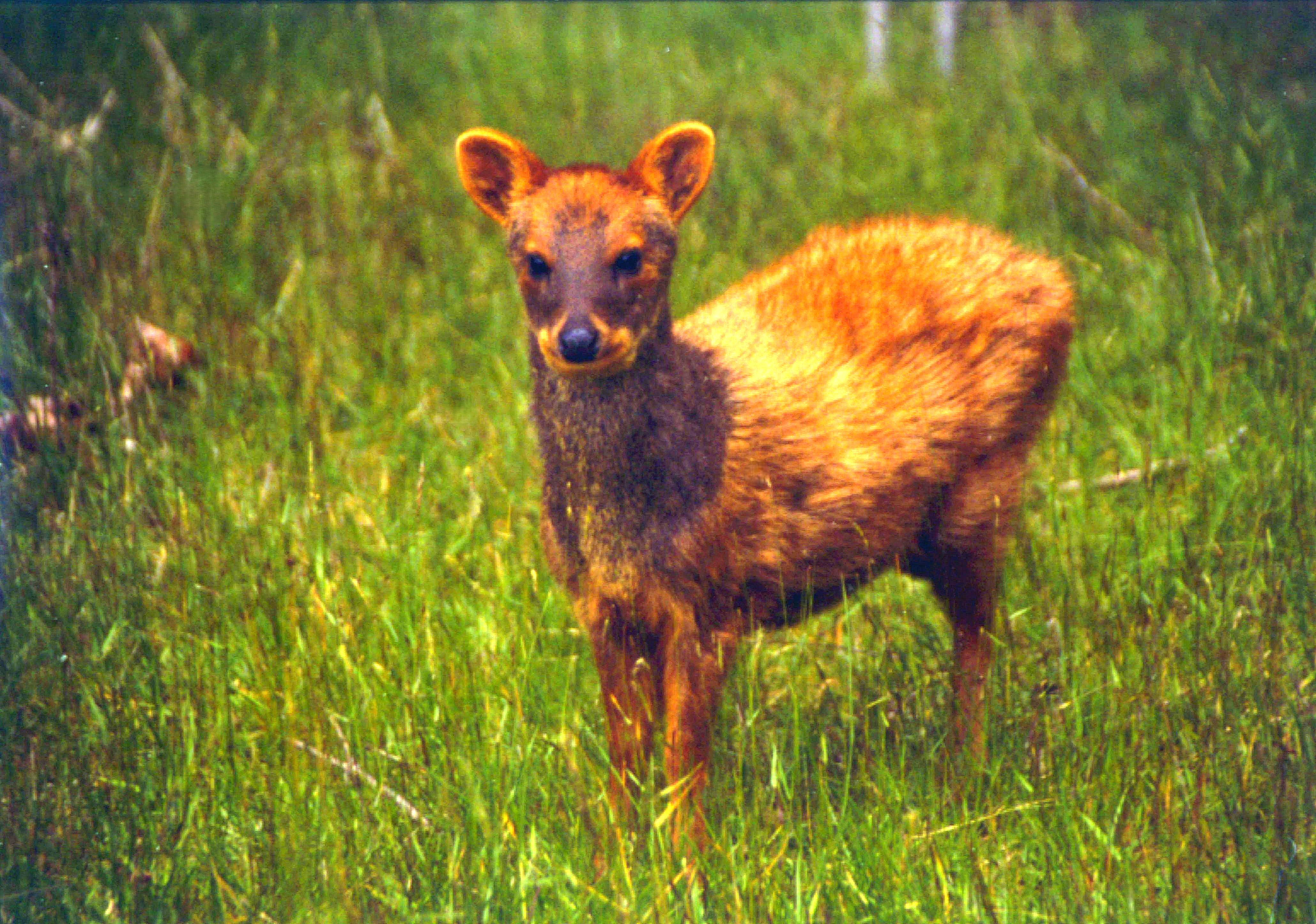
Pudú
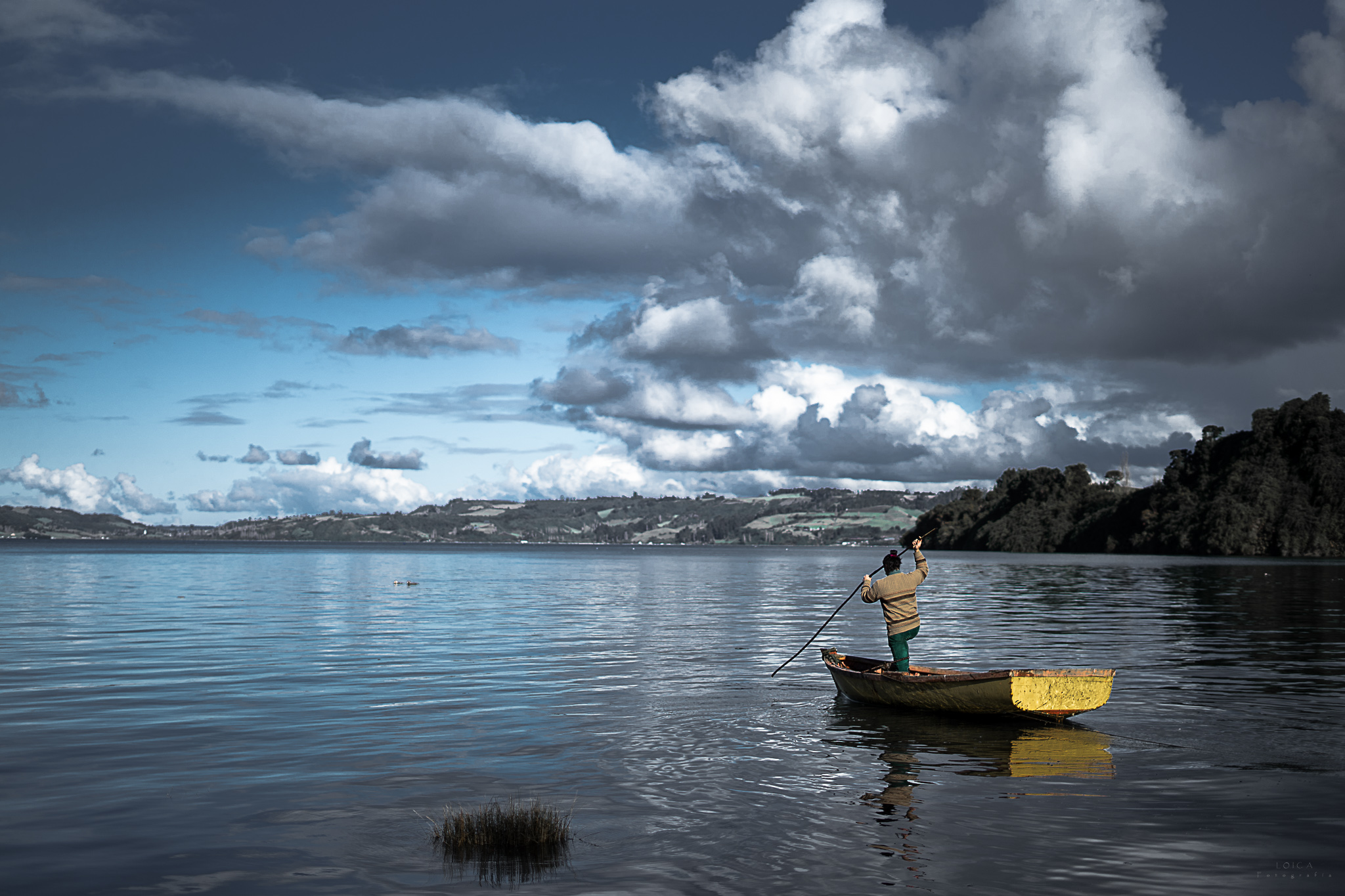
Pescador artesanal de Chiloé
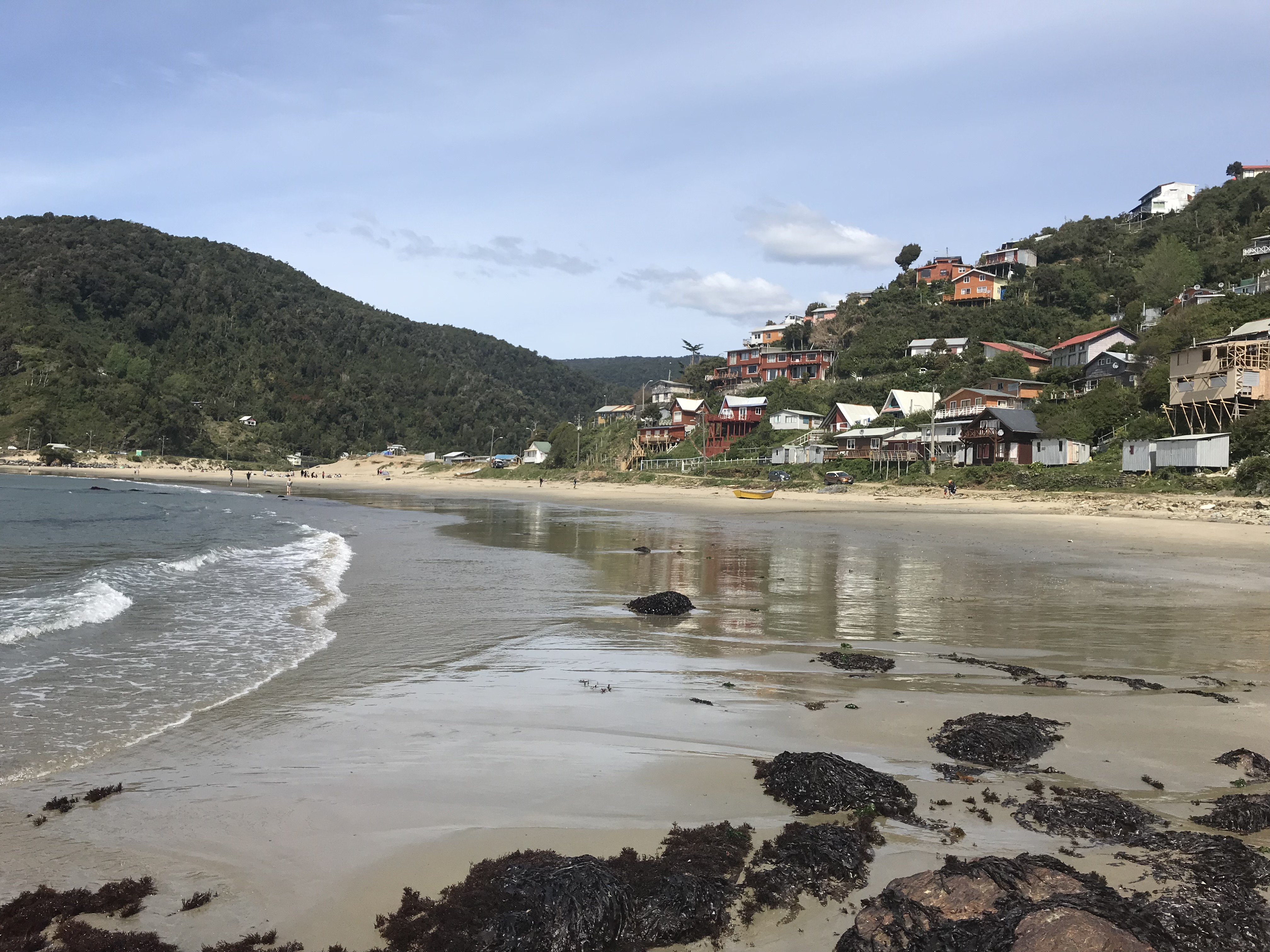
Balneario de Maicolpue
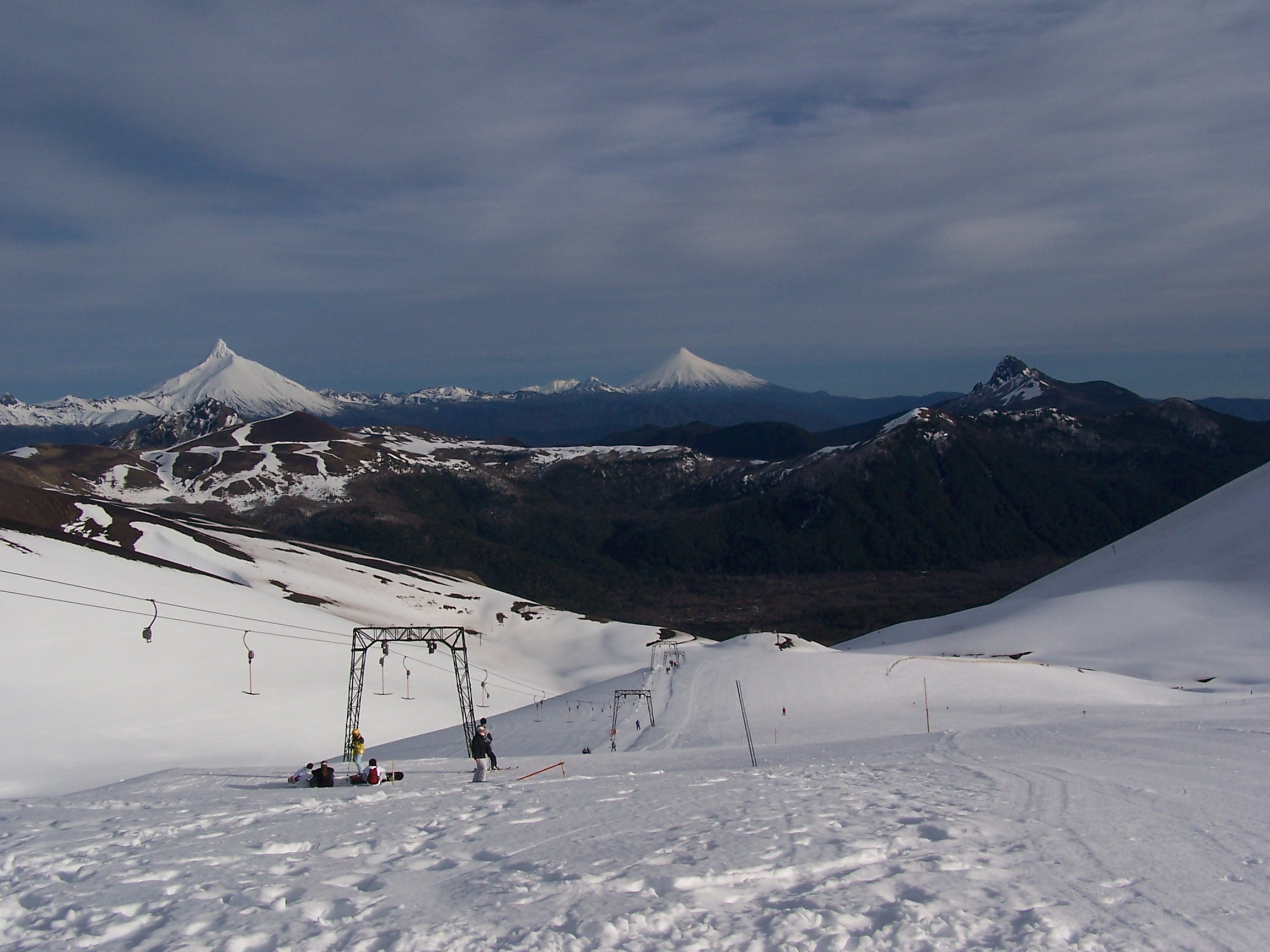
Centro de Ski Antillanca